# Psychologie barev

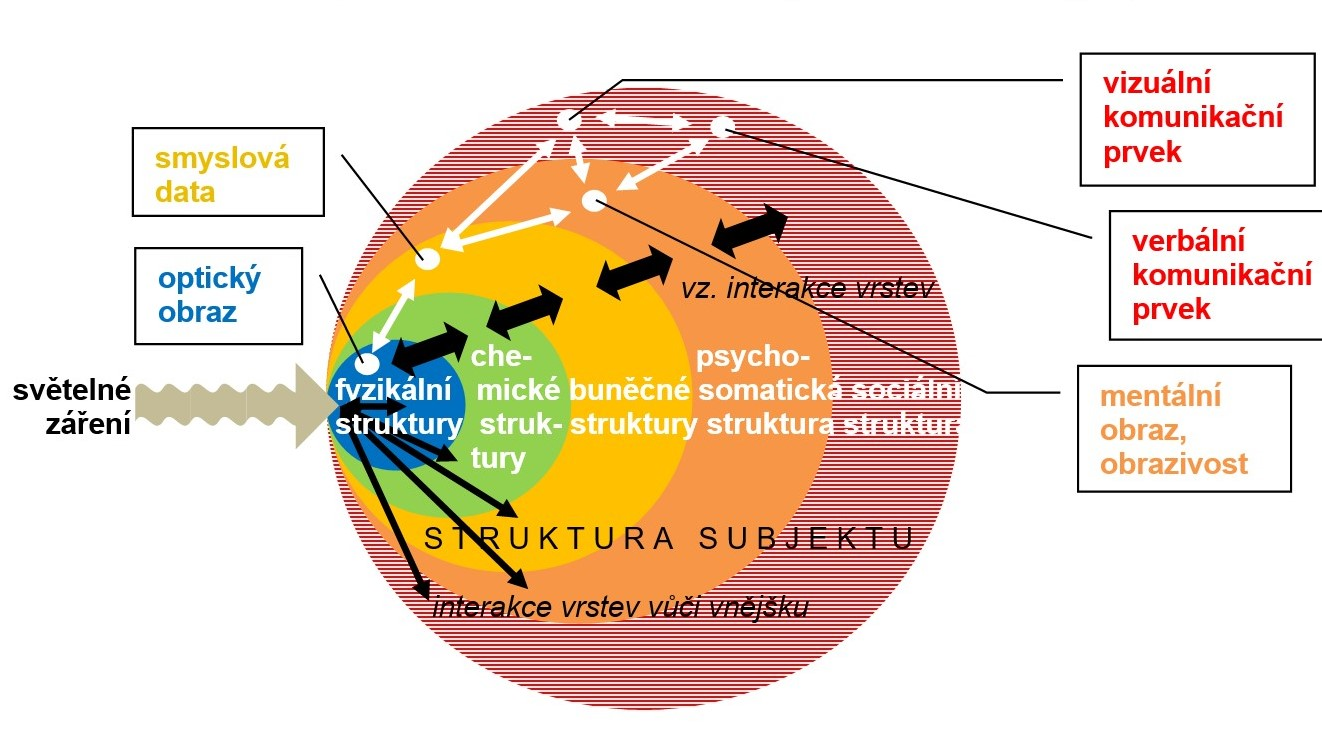
Schéma vztahů procesu vizuálního vnímání je platné i pro samotnou problematiku barev

Psychologie barev je psychologickou disciplínou, je součástí kognitivní psychologie. Zaměřuje se na studium vlivu barev na prožívání a návazně celý organismus člověka, a proto její aplikace souvisí také s oborem ergonomie. Její poznatky jsou využívány například v praktické vizuální komunikaci, volném umění, reklamě (marketinku) nebo v designérských či architektonických návrzích. Jak dokládá schéma v ilustraci, je proces působení barev na člověka tak provázaný, že není účelné oblasti fyziologie, psychologie a sociologie barev formálně oddělovat (psychologii a sociologii např. propojuje sémiotika).

## Komplex teorií o barvách

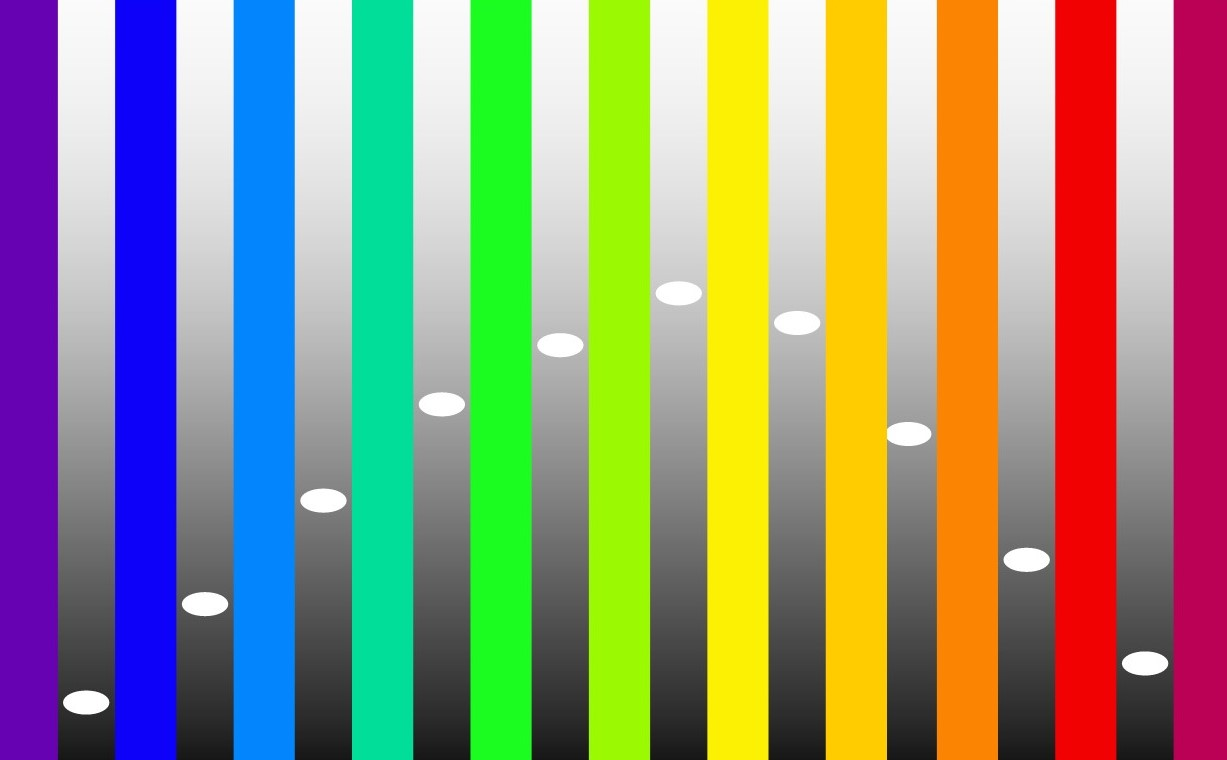
Tabulka testu spektrální citlivosti zrakového systému

Psychologie barev je součástí komplexu teorií o barvách - fyzikální, chemické (barviva), fyziologické, estetické a komunikační - které se vzájemně doplňují a částečně prolínají. Propojeně je vyučují jen kvalitní školy, které k tomu nezbytně využívají laboratoří barvy. V historii byla např. větší pozornost výuce o barvách v některých obdobích věnována na německé škole architektury a designu Bauhaus, na přelomu 20. a 21. století pedagogicky vynikala polská Akademie výtvarných umění v Krakově.

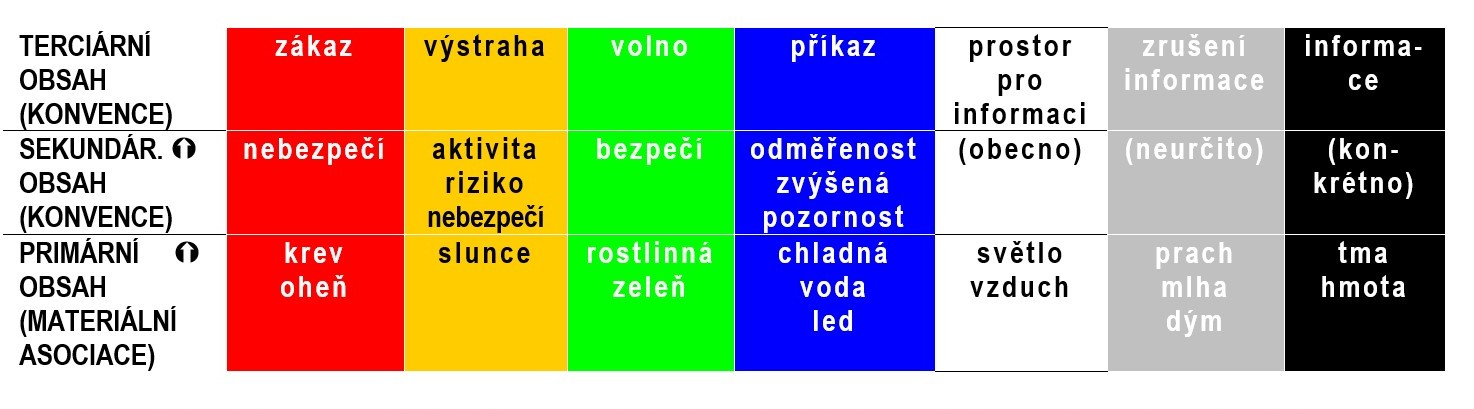
Schéma návaznosti významových asociací signálních barev od primárních k terciárním

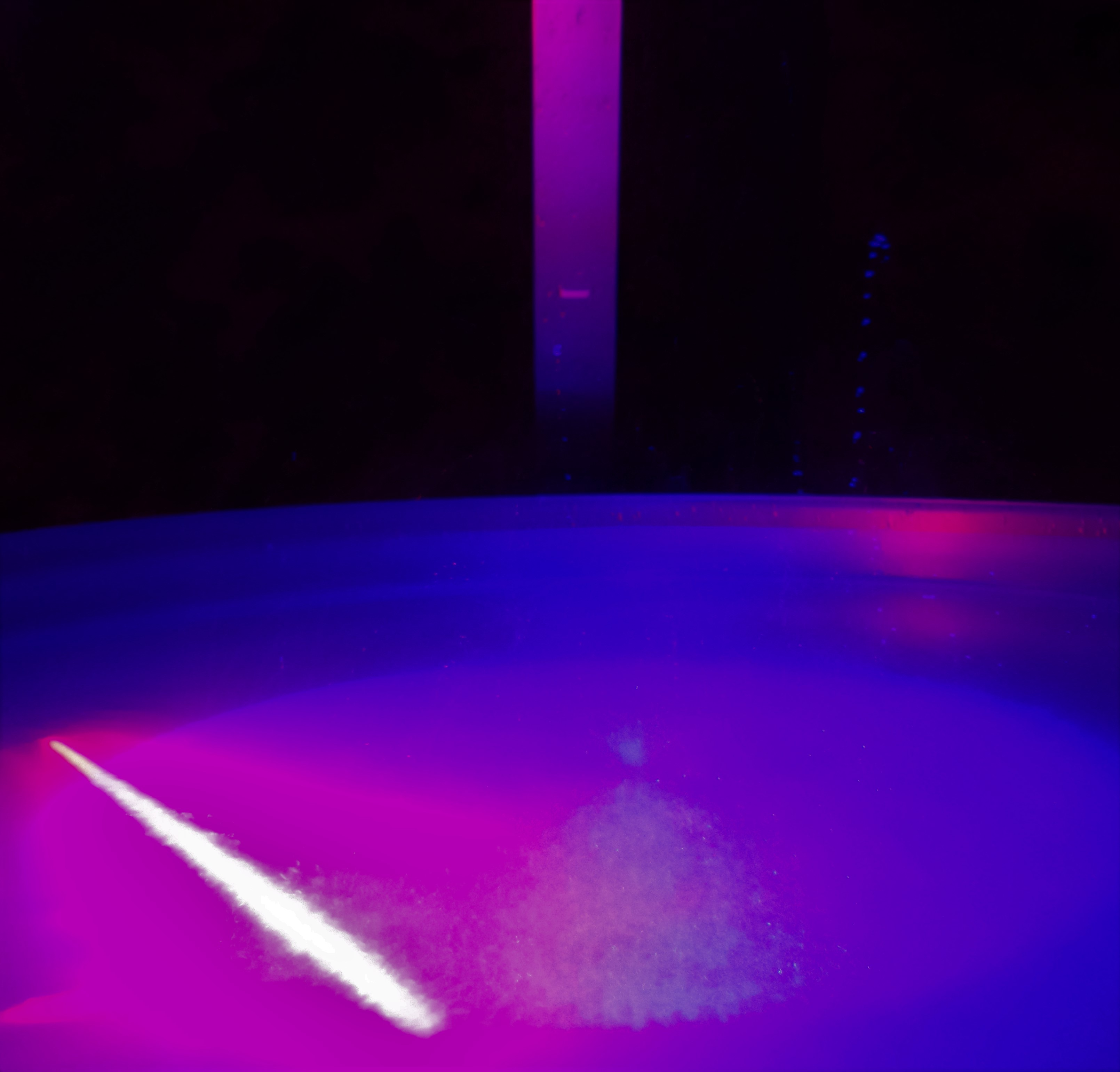
Výuková laboratoř muzea designu v Benešově sloužila k prezentaci výzkumu psychologie barev veřejnosti.

## Výzkum
Výzkum oboru se zabývá zejména
- významovými asociacemi vyvolanými zbarvením vizuálního podnětu
- estetickým prožitkem spojeným s působením konkrétních barev
- změnami emočního stavu při určité barevnosti podnětové kompozice[3]
- upřednostňováním některých barev nebo jejich kombinací pro konkrétní účel[4]

Působení barev na člověka nelze zkoumat nezávisle na souvislostech, v nichž působí. K nejdůležitějším souvislostem patří
- spojení barvy s reálným předmětem
- velikost vnímané plochy v rámci zorného pole
- současné působení dalších barev v zorném poli
- umístění barevné plochy ve vztahu k lidskému tělu (nad-vedle-pod)[5]
- vztah ke společenským konvencím o užití a interpretaci barvy[6]

Identita barvy nespočívá v ní samé, ale pouze v jejím vztahu.

Bořek Sousedík
Soubor principů, o které se opírá komplexní psychologický výzkum barev:
- Barva může mít specifický význam.
- Význam barev je založen buď na naučeném významu (konvence), nebo biologicky vrozeném významu.
- Vnímání barvy způsobuje automatické vyhodnocení vnímající osobou.
- Proces hodnocení si vynucuje chování motivované barvou.
- Barva obvykle uplatňuje svůj vliv automaticky.
- Význam a účinek barev souvisí také s kontextem.

Významové asociace vyvolané zbarvením vizuálního podnětu souvisejí s funkčností praktické vizuální komunikace. Jejich značně komplexní zmapování v rámci historie a jednotlivých kultur světa se podařilo v 60. létech 20. století týmu amerického designéra a ergonoma Henry Dreyfusse. V rámci globalizace se daří unifikovat některé barevné kódy (obecný barevný kód, doplňkové barevné kódy), které mají předpoklad transkulturního fungování, např. v dopravě, bezpečnostních ad. informacích.

### Vědecký a umělecký výzkum barev
K základním dílům zabývajícím se vztahem vědeckého a uměleckého výzkumu barev patří kniha "Nauka o barvách" (1810) básníka J. W. Goetha, ve kterém vytváří vlastní estetickou teorii barev, kterou reagoval na výzkum vědce, fyzika Isaaca Newtona. Na Goethovi teorii ještě za jeho života kriticky reagoval známý německý filosof Arthur Schopenhauer, Goethova teorie je oblíbena mezi historiky umění, ale psychologická věda její závěry nepotvrdila. „Omyly Goethovy nezmenšují jeho zásluhy na studiu barev v přírodě, studiu vztahů barev a vytváření jejich systémů nebo studiu barevné kompozice uměleckého díla.“ — Ludvík Baran   Ve vztahu vědeckého a uměleckého výzkumu je nezbytné se opírat o konkrétní filozofii. Umělecký výzkum Johannese Ittena na německé škole designu a architektury Bauhaus, byl podnětem pro další vědecký výzkum, z něhož byl vyvozen obecný barevně-tvarový komunikační kód. Pro reálný užitek uměleckého výzkumu je užitečná jeho spolupráce s výzkumem vědeckým.
Předností vědeckého výzkumu je, že je běžně vystaven ověřování svých výsledků, jejichž platnost tak může být zpochybněna. Příklad existuje ve výzkumu preference barev. Ačkoliv lze nalézt určité vzorce preferencí barev mezi různými lidmi, rozdíly na základě pohlaví, rasy či kulturního prostředí jsou značné.. Z důvodu nízké validity proto současná psychologie nepoužívá osobnostní typologie založené na barvách, v psychodiagnostice se preference barev nepoužívají a dosud rozšířený Lüscherův barvový test) je americkou odbornou komunitou považovaný za zdiskreditovaný.. Vědecký výzkum však pro některé sociální skupiny není rozhodující. V esoterice, alternativní medicíně a lidovém přesvědčení jsou však vlastnosti na základě barvových preferencí stále lidem běžně přisuzovány.
Jednu z funkčních forem představuje přímé propojení vědeckého a uměleckého výzkumu. Známý německý grafický designer, autor univerzálního systému piktogramů vyráběných firmou ERCO Leuchten Otl Aicher vyhledal ke spolupráci vědce, profesora vizuální komunikace Martina Krampena. Rakouský filosof Otto Neurath známý tvorbou komunikačního systému Isotype, spolupracoval s grafikem Gerdem Arntzem. Americký designér s dobrými vlastními vědeckými předpoklady Henry Dreyfuss měl ke spolupráci na rozsáhlých výzkumech globální vizuální komunikace a ergonomie celý tým spolupracovníků.
Ve světové i české literatuře se vyskytuje řada publikací o barvách, které obsahují části věnující se psychologii barev. Velká část z nich však není doložena přímými odkazy na odborné testy dokládající prezentované poznatky. Proto zjednodušené užívání jejich závěrů nevede k seriózním výsledkům. Absenci odkazů na zdroje lze tolerovat jen u malé skupiny nejznámějších jevů, k nimž patří například rozlišování barev teplých a studených, aktivizujících a uklidňujících, tíživých a lehkých, případně schopnosti barev podporovat dojem prostoru.
Pro celkovou orientaci v oblasti novějšího výzkumu psychických účinků barev je důležitá přehledná kritická studie Andrew J. Elliota z Katedry klinických a sociálních věd v psychologii na Univerzitě v Rochesteru v USA.  Elliot upozorňuje, že vědecký výzkum působení barev na člověka je i ve druhém desetiletí 21. století nezbytné vnímat jako počáteční výzkumnou etapu, v níž většinu badatelských výsledků je nutné, zejména při praktické aplikaci brát s rezervou. Konstatuje, že podmínkou dalšího kvalitního rozvoje poznání v tomto oboru je mj. objektivnější měření barevných kvalit vzorků užívaných při laboratorním testování a komplexnější hodnocení všech faktorů, které situaci testu ovlivňují. Odpovídá to reálnému stavu, kdy ani při výuce teorie barev na univerzitách a uměleckých školách převážně nejsou ani v době velkého rozvoje a užití technologií počátku 21. století k dispozici laboratoře, které by umožnily prezentaci jednotlivých jevů a odborně zajistily kontrolu jejich kvalit. V takové situaci nemá veřejnost k dispozici ani odbornou kritiku publikací o barvách, v nichž si autoři mohou dovolit publikovat neověřené závěry. Za nedostatek jinak velmi komplexní a precizní Elliotovy studie je třeba považovat absenci kritického vyjádření ke starším teoretickým poznatkům o působení barev, s nimiž odborná literatura již operuje jako s tradičními poznatky, u kterých není nutné dokládat původní zdroje (Newton, Goethe, Schopenhauer, Itten, Dreyfuss ad.).

## Případové studie

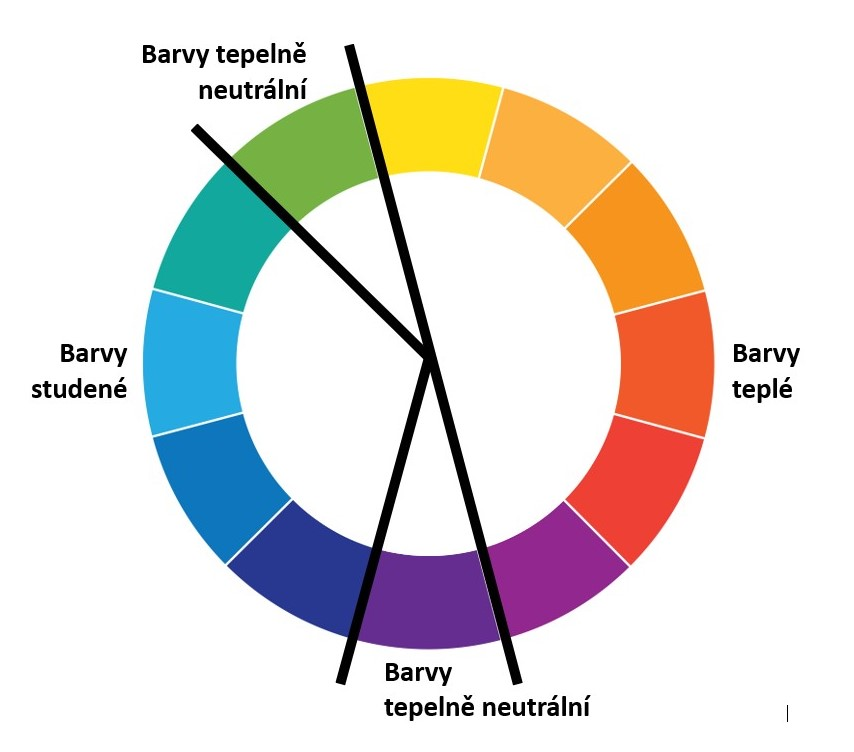
Barvy teplé, neutrální a studené. Teplé barvy jsou považovány za aktivní, zbývající v kruhu za pasívní.

### Barvy teplé a studené
Rozlišení barev ve spektru na teplé a studené se opírá o jejich člověkem dlouhodobě zažitý vztah k realitě. Teplé barvy mají jevy fyzicky teplé (oheň, krev, slunce), různé studené tóny mají vodní plochy, ve kterých se odráží modrá obloha (voda v přírodě je převážně chladnější než povrch lidského těla). Samotné zrakové vnímání uvedených jevů již navozuje v člověku teplotní pocit. Charakteristická je také okolnost, že červené viditelné záření přímo přechází do neviditelné oblasti tepelného záření (infra). U plynulého barevného spektra je však vhodné, aby skupina teplých barev přímo nehraničila se skupinou studených, ale ponechat tónům propojujícím skupiny označení „neutrální“ (zelená, fialová).

V sekundární významové konvenci k protikladu teplý-studený je pak při užití barevné symboliky zvykem vázat další významy, např. emočně teplé jednání – racionálně chladné jednání (racionalita – emotivita) a návazně pak třeba odlišení lidského rodu (muži – ženy), jak ilustrují obrázky.

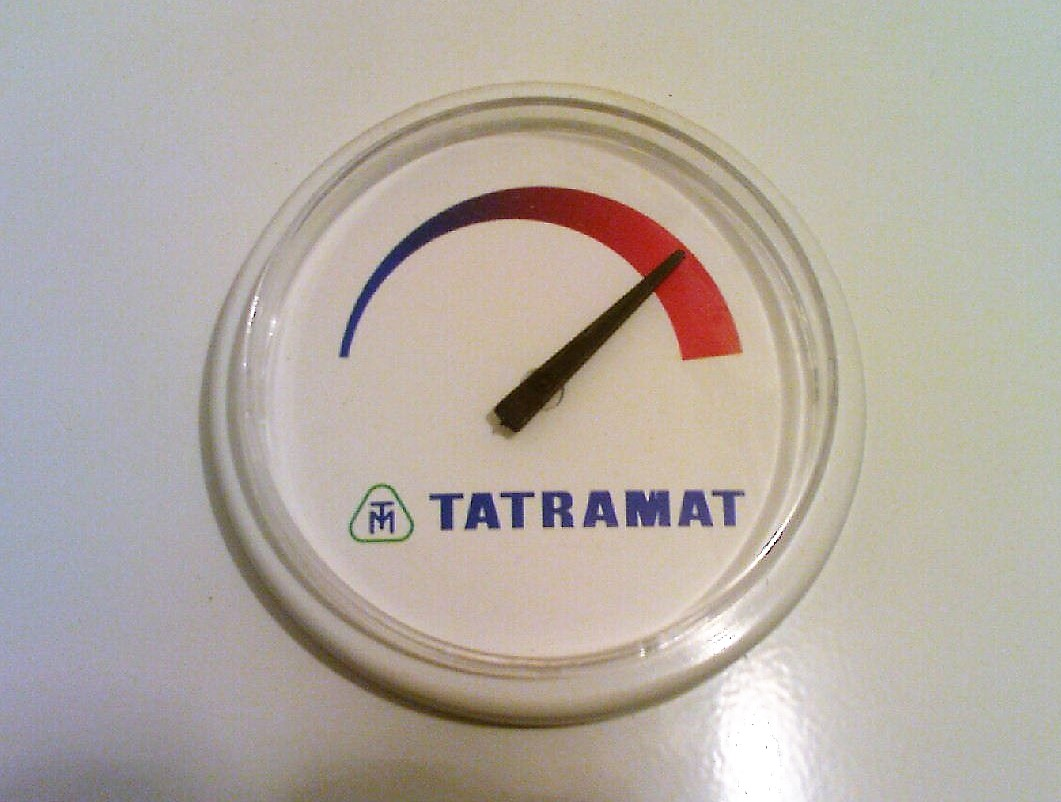
Komunikační užití dvojice studené a teplé barvy pro podporu funkce sdělovače
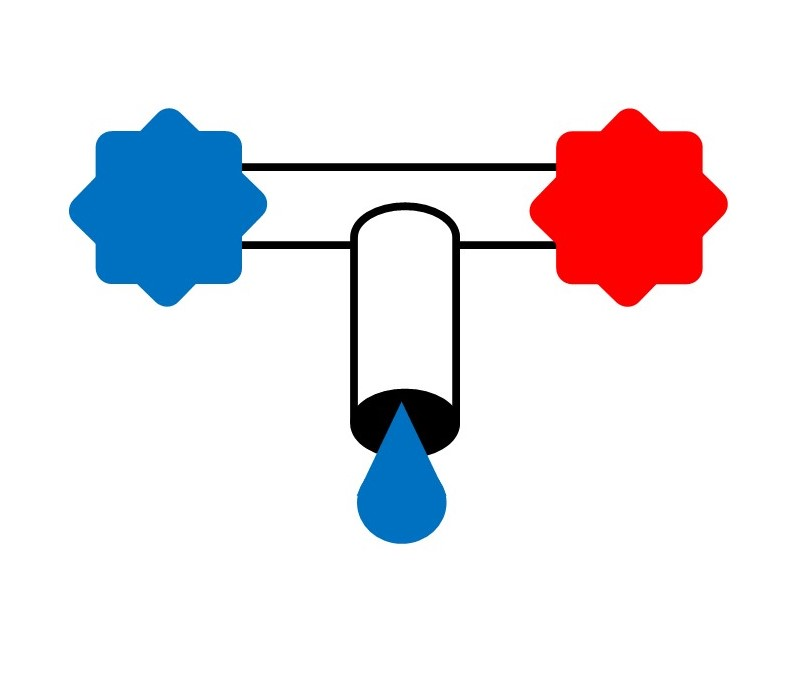
Komunikační užití dvojice barev na ovladači pro informaci o reálné teplotě
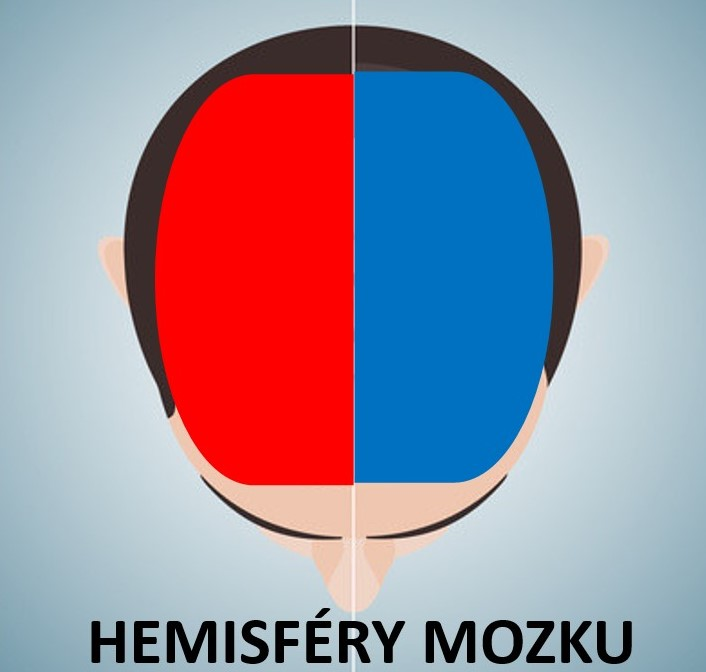
Symbolické užití dvojice barev pro rozlišení chladné racionální a teplé emoční hemisféry mozku
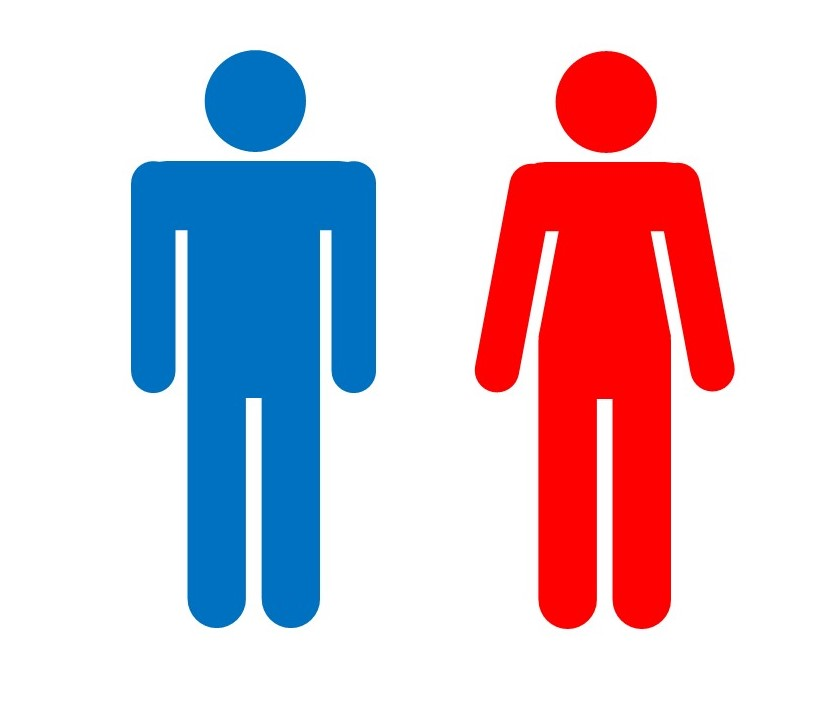
Návazné symbolické užití dvojice barev pro podporu odlišení rodu (muž - racionální, žena - emotivní)
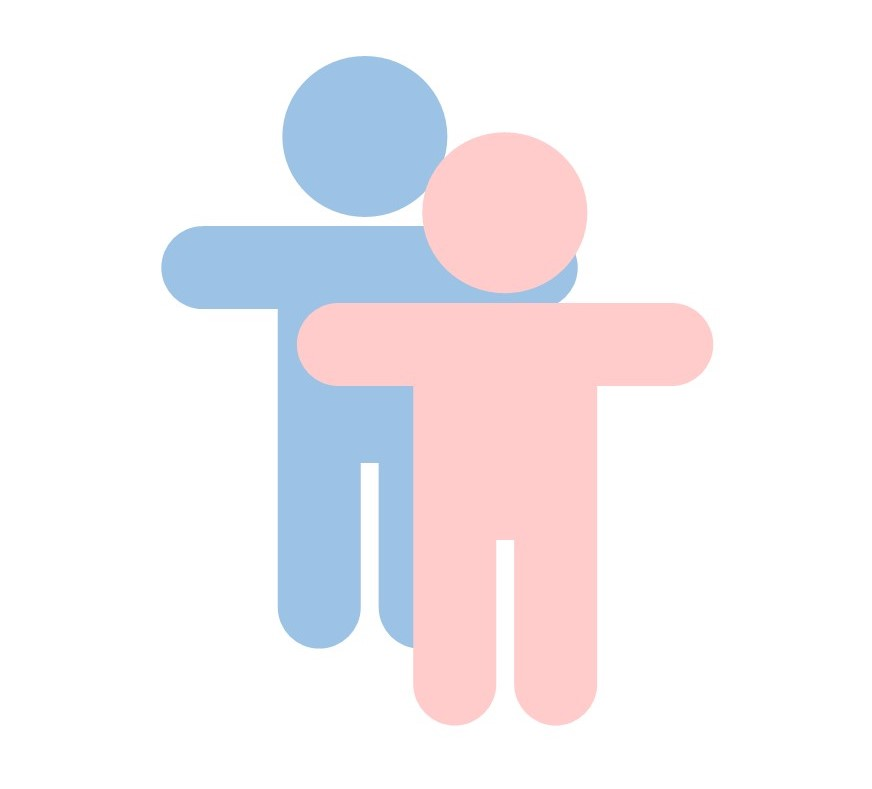
Další návazné symbolické užití lomené formy barevné dvojice pro barevné rodové odlišení oděvu batolat

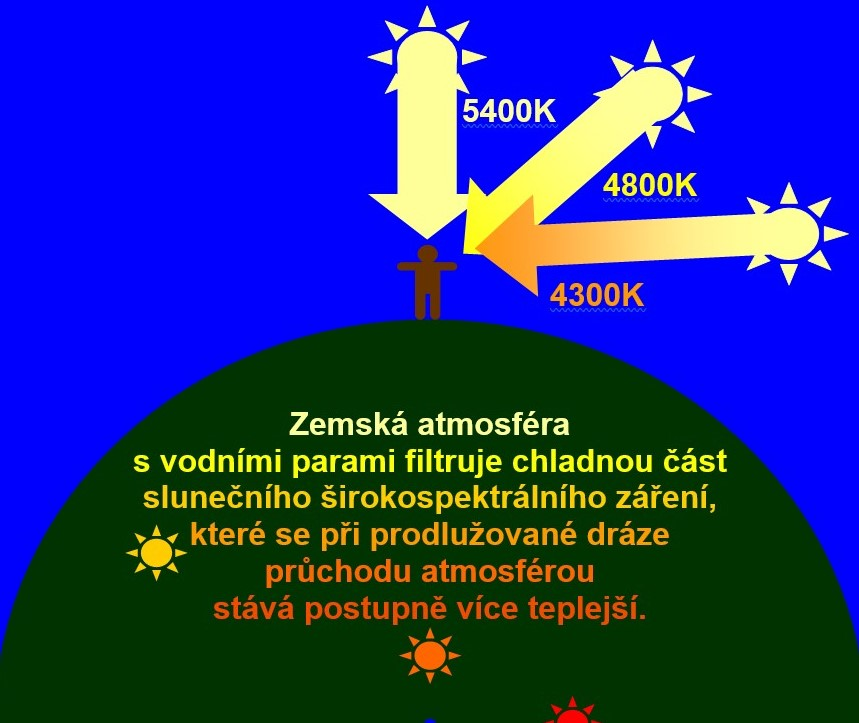
Vodní pára v atmosféře filtruje část slunečního spektra

### Působení teploty chromatičnosti světla

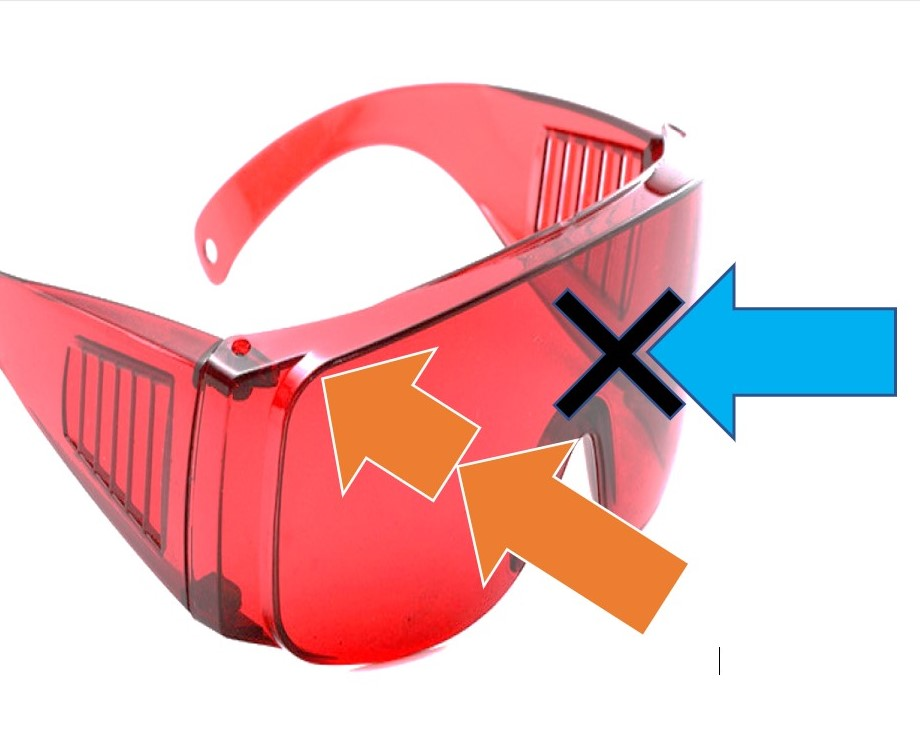
Brýle k večernímu filtrování modré části spektra mají zakrývat celé zorné pole.

Jev teploty chromatičnosti bílého světla souvisí s dominancí jeho teplé nebo studené spektrální složky, nebo s jejich vyvážením do neutrální bílé. Lidský organismus na tuto kvalitu spojenou také s intenzitu celkové hladiny osvětlení reaguje na základě dlouhodobého návyku na 24hodinový cyklus slunečního svitu regulací produkce hormonu melatonin, kterým reguluje bdělost nebo naopak předpoklad ke spánku. Civilizace tím, že vnáší do večerního času intenzívní umělé osvětlení obsahující často studenou část spektra a do nočního času světelný smog, narušuje přirozený (cirkadiánní) rytmus organismu a komplikuje tím usínání i kvalitu samotného spánku. Nápravná řešení spočívají ve snížení hladiny osvětlení před spánkem, regulaci teploty chromatičnosti směrem k teplé a odstíněním nočního světelného smogu. Na samotnou změnu teploty chromatičnosti bílého světla zrakový aparát reaguje adaptací, takže člověk stále vnímá neutrální bílou. Teplou nebo studenou bílou rozeznáme jen při větší náhlé změně, nebo při současném vnímání prostorů či zdrojů se světlem odlišné teploty chromatičnosti.

### Působení jasu barvy
Jednotlivé barvy vnímáme vzhledem k odlišné citlivosti zraku jako více nebo méně jasné. Vyšší citlivost ve střední části spektra je dána větším množstvím zelenocitlivých prvků sítnice. Nejjasněji se nám jeví žlutý a žlutozelený střed spektra. Světlé tóny díky síle vjemu na nás působí aktivněji, tmavé méně aktivně (tedy pasivně). S tím logicky souvisí pocit lehkosti při vnímání světlých tónů a naopak tíhy při vnímání tmavých.

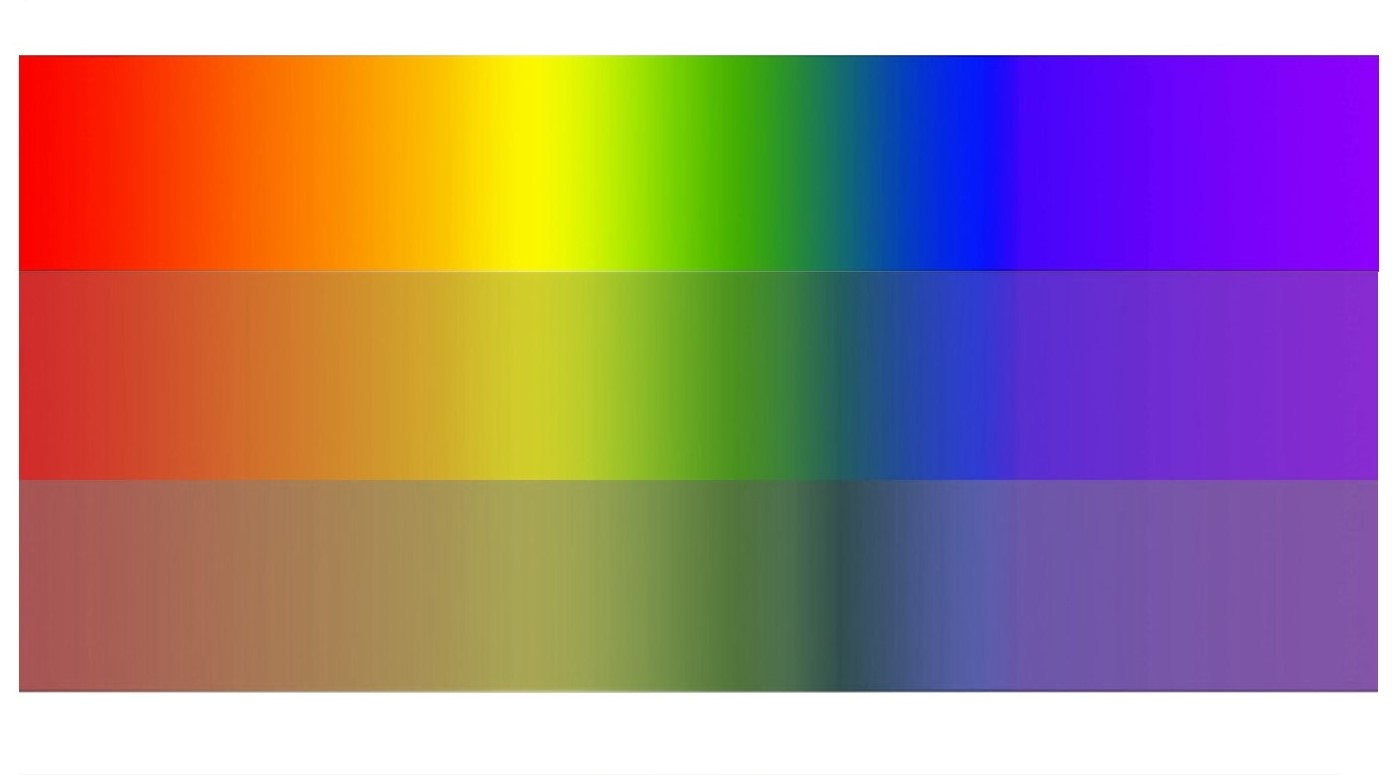
Barvy syté a lomené

### Působení barev sytých a lomených
Syté barvy na člověka působí aktivněji, lomené spíše pasivně. V rámci lidské ontogeneze tak může docházet k preferenci vzrušujících sytých tónů u dětí nebo k preferenci méně vzrušujících u starších lidí. Dospělí volí podle aktuální potřeby vzrušení nebo uklidnění. Důležité jsou individuální vnímavost a osobní vývoj, zda u dospělého došlo ke kultivaci vnímání barev. Potom může vést k silnému specifickému prožitku i jemný vjem lomené barvy. Rozhodně není chybou dětem předkládat za účelem postupné kultivace vnímání také předměty lomené barvy.

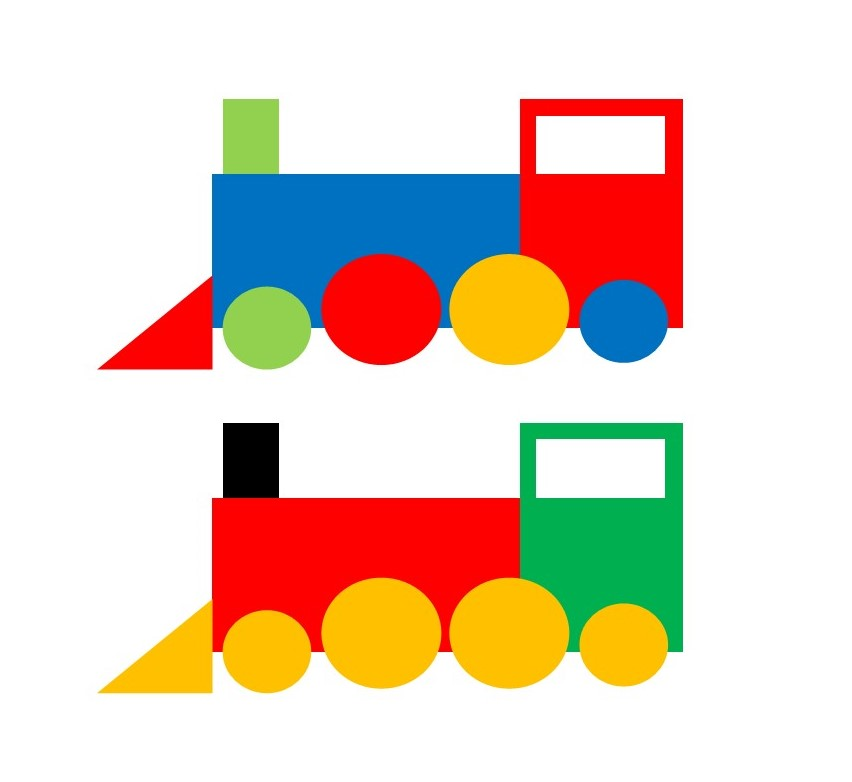
Neorganizovaná pestrost komplikuje vnímání celkového tvaru i funkcí jeho částí. Upravená barevnost výstražnou žlutou podtrhává rizikovost kol a nárazníku při pohybu lokomotivy, nebezpečí červeného žhavého kotle, špínu černých sazí komína a zelené bezpečí strojvůdcovy kabiny.
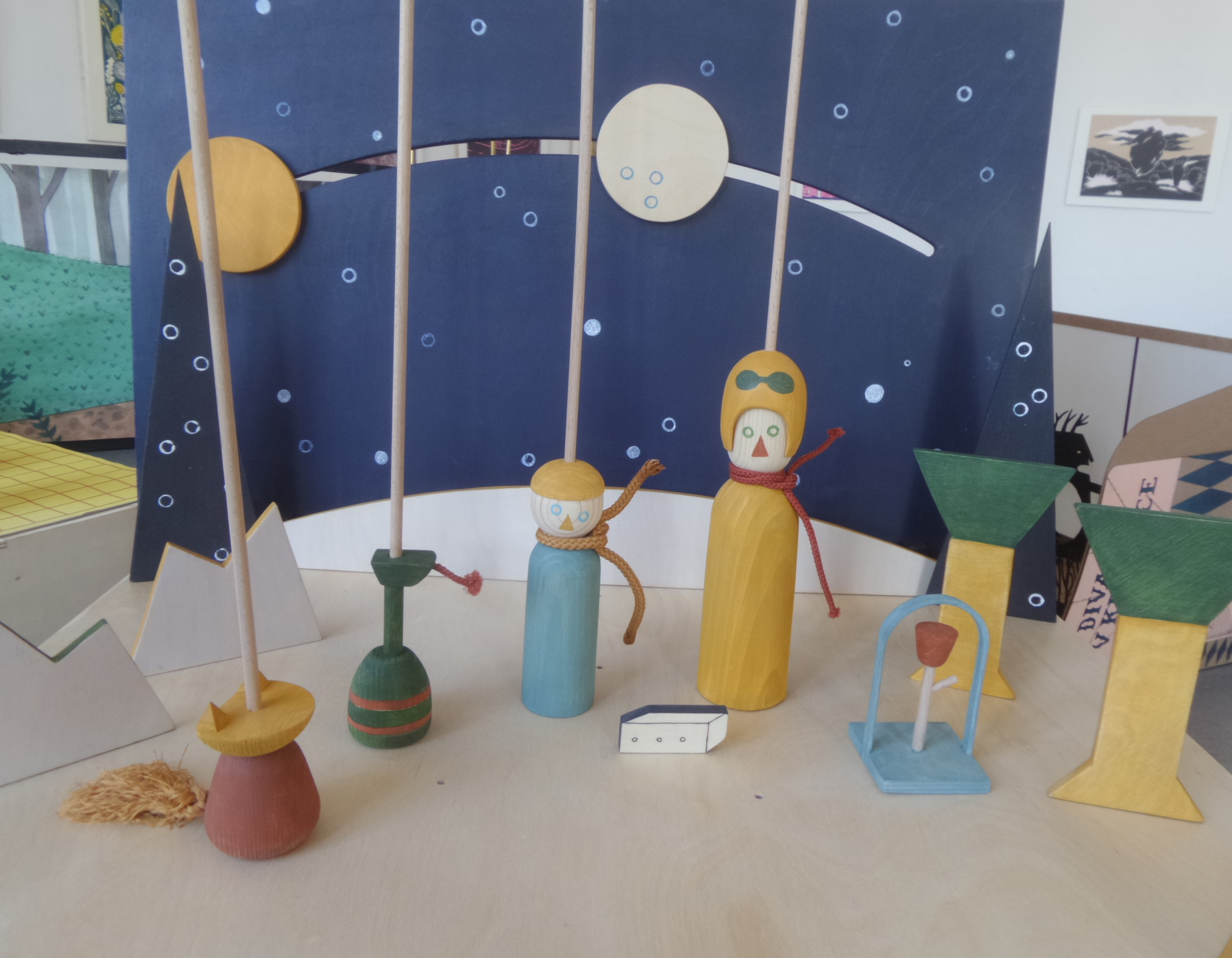
Návrhy hraček lomených tónů od studentů UMPRUM podporují včasnou kultivaci vnímání u dětí.
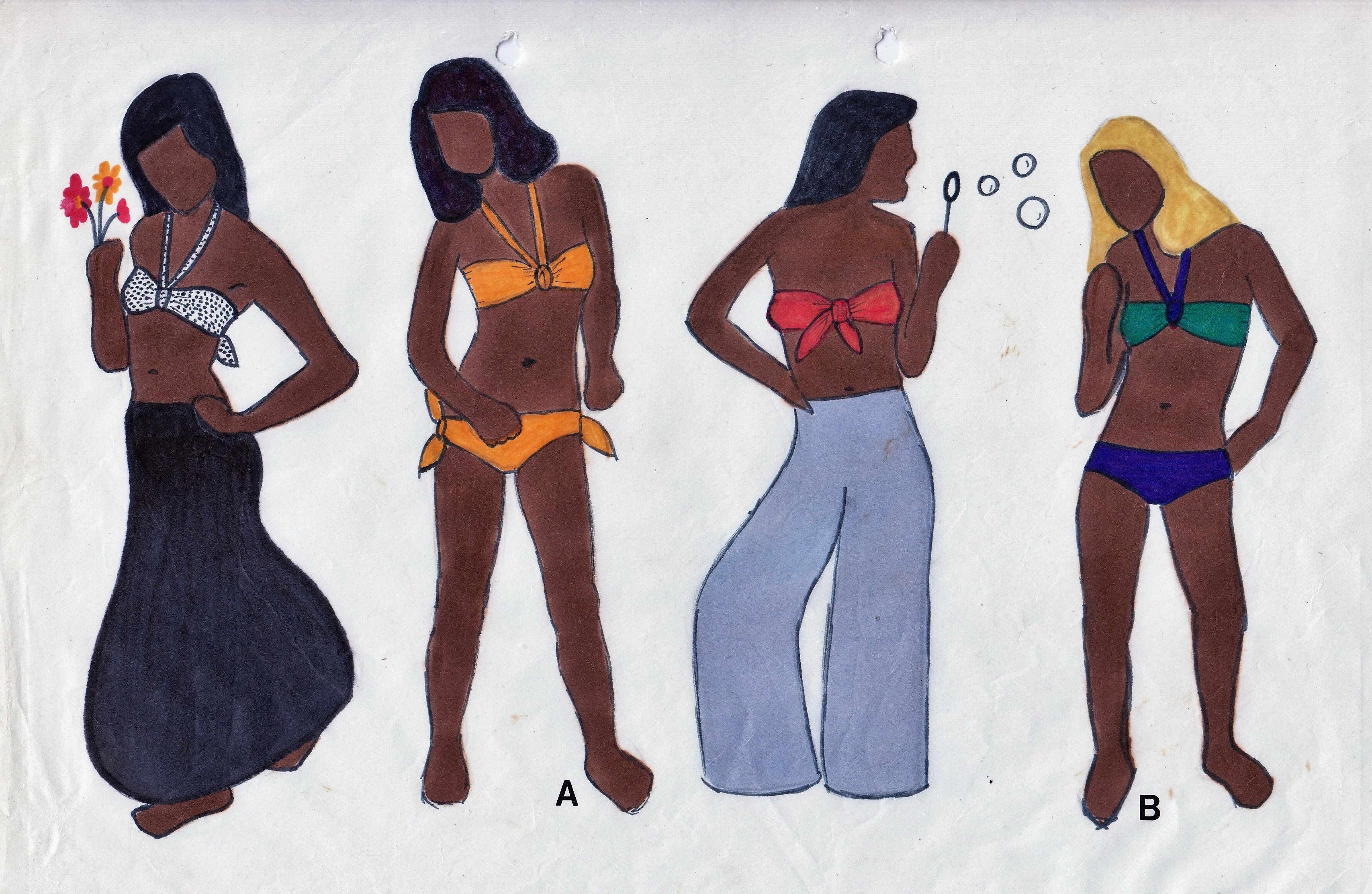
Kultivovaný dospělý volí pestré nebo lomené barvy podle potřeby situace.

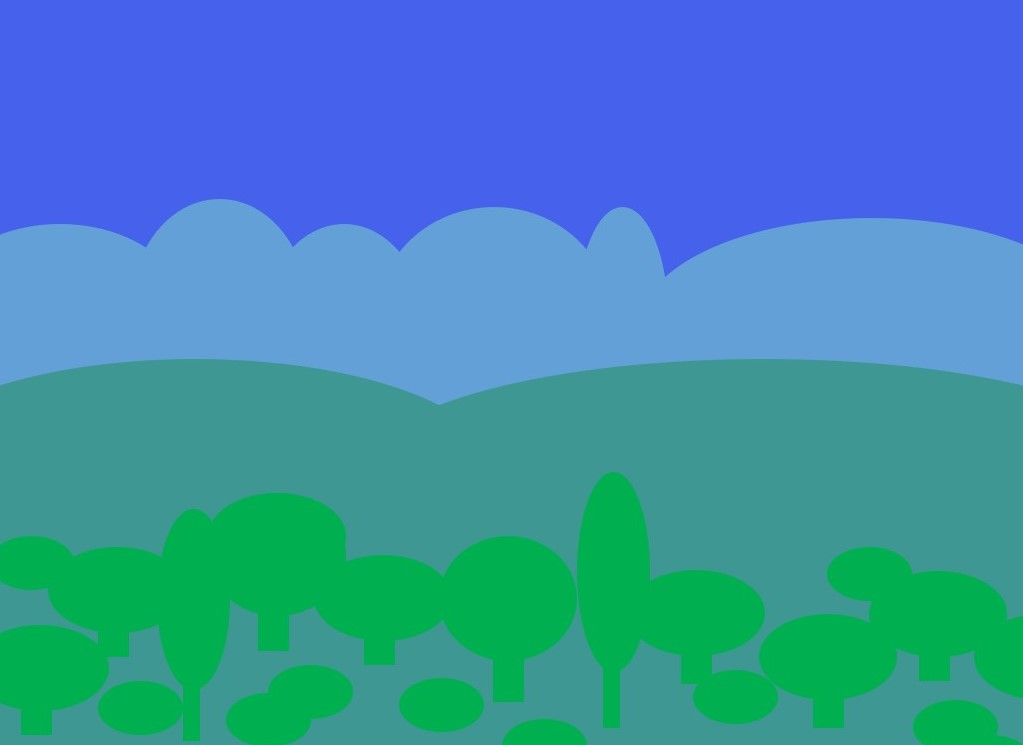
Barevná perspektiva je způsobena filtrací části bílého světla vodními parami v atmosféře.

### Prostorové působení barev
Dlouholetá zkušenost člověka s vnímáním prostoru krajiny podmínila vyhodnocení postavení prvků prostoru pomocí barev. Klasická krajina obsahovala převážně zelené plochy rostlinné vegetace. Ty vzdálenější se však díky obsahu vody v atmosféře jevily modřejší, tedy chladnější než ty bližší. Základ informace o hloubce prostoru samozřejmě tvoří dvoukanálový stereoskopický vjem dvojice očí, který barevná informace jen podporuje. Jsou však okolnosti, kdy stereoskopická informace není k dispozici, např. při pohledu na vzdálenější předměty, kdy jsou obrazy z jednotlivých očí téměř totožné. Potom nabývá barevná informace na důležitosti, podobně jako na uměle vytvořených plošných obrazech.

### Působení velikosti barevné plochy
Barevná ploška malého rozměru působí v prostoru především jako (mnohdy kontrastní) signál upozorňující ve spojení s tvarem na reálný předmět (např. jahoda v trávě), ve spojení s konvencí na navazující informaci (např. signál semaforu). Barevná plocha velkého rozměru je především emocionálním dotvořením vjemu prostoru (viz dále "Převažující barva prostoru").

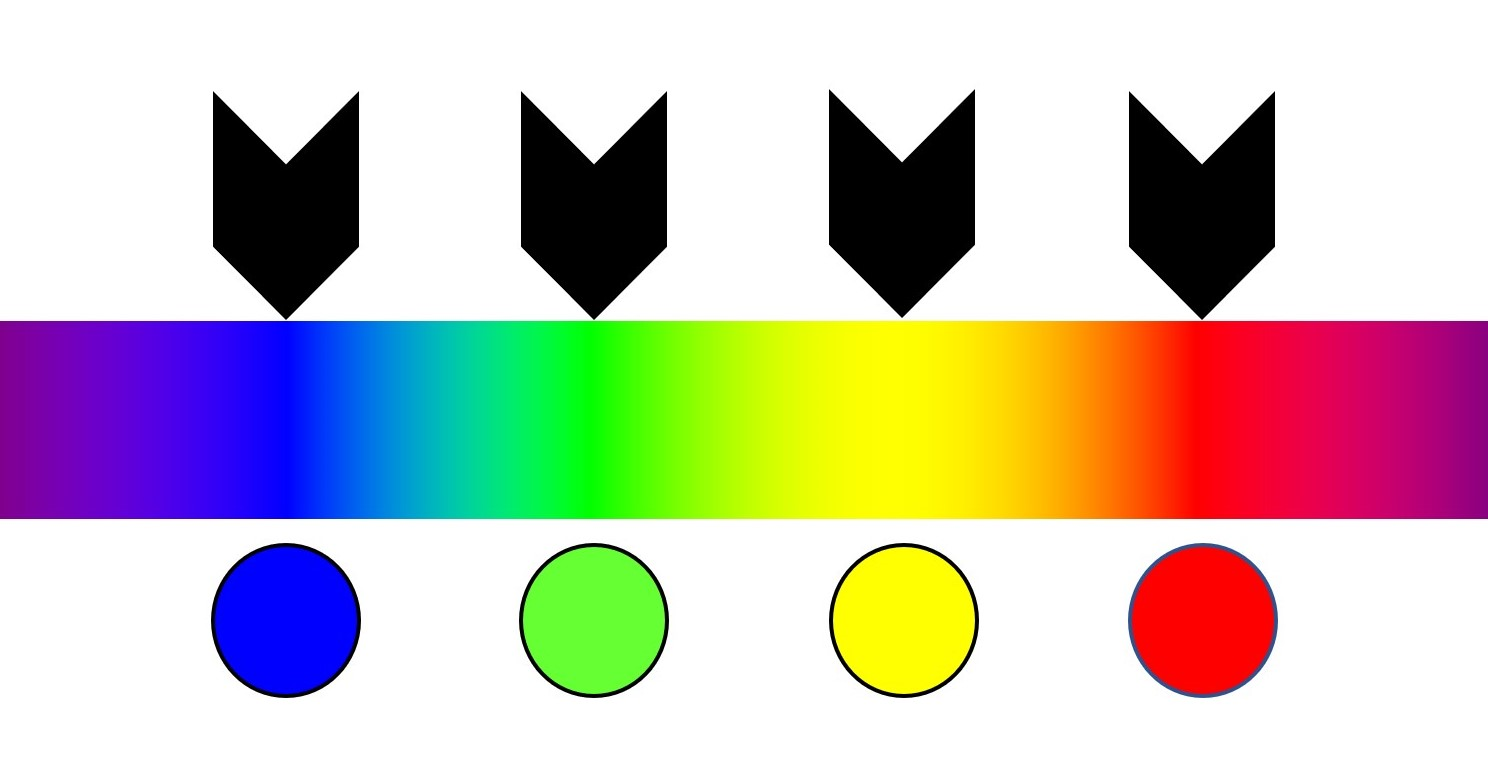
Čtyři signální tóny vyžadují jednoznačnou odlišnost.

### Signální tóny
Pro praktickou vizuální komunikaci moderní civilizace bylo třeba vybrat z barevného spektra skupinu tónů, kterým by konvence přisoudila význam v rámci obecného komunikačního kódu. Aby byla umožněna spolehlivá identifikace barev i v problematických vizuálních podmínkách, byly z celého spektra vybrány pouze čtyři barvy, které nazýváme signálními, neboť slouží jako základ vizuálních informací.

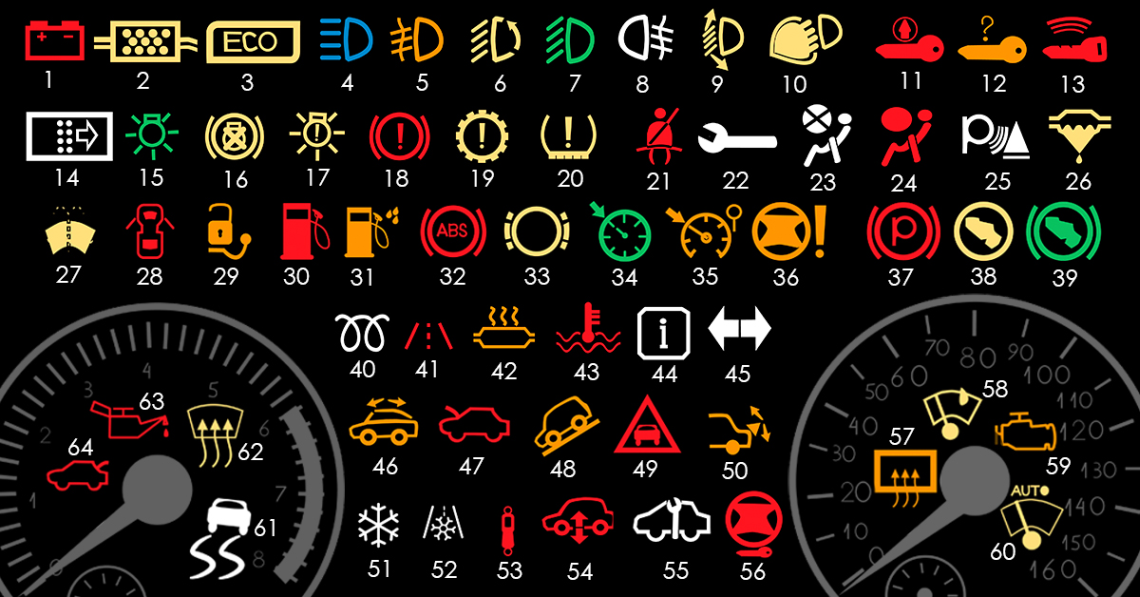
Zbarvení symbolů sdělovačů signálními tóny. Žlutá a oranžová mají totožnou funkci.

Význam jim byl přisouzen podle nejcharakterističtějších dlouhodobých vazeb k realitě, jaké se podobají u všech kultur světa (barva ohně a krve, slunce, vodní hladiny, rostlinné přírody – viz také úvodní ilustrace). Signální barvy se používají buď samostatně (některé sdělovače a ovladače, dopravní semafory), jako informačně-emoční podpora při spojení s textem nebo obrazovou symbolikou (nápisy, piktogramy), nebo v rámci komplexních systémů (schémata, klávesnice apod.).

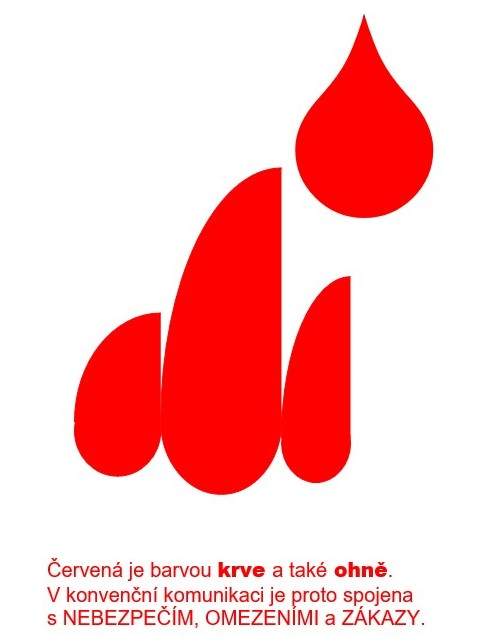
Působení červené barvy
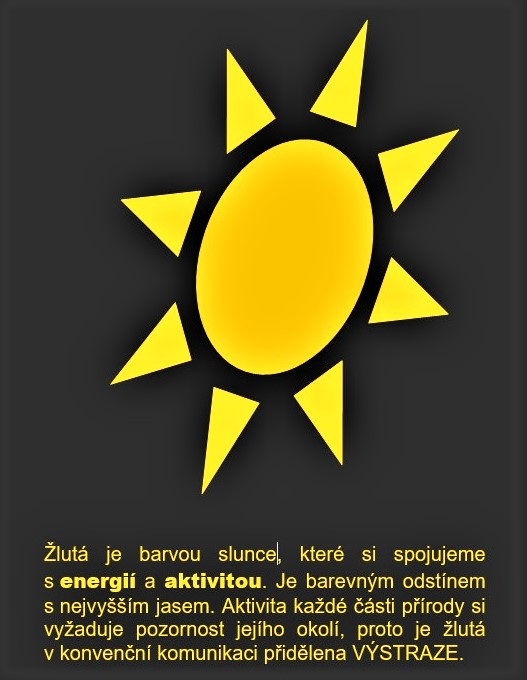
Působení žluté barvy
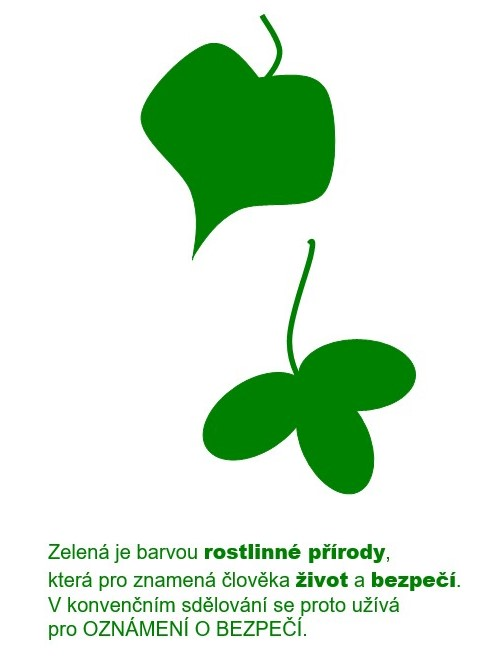
Působení zelené barvy
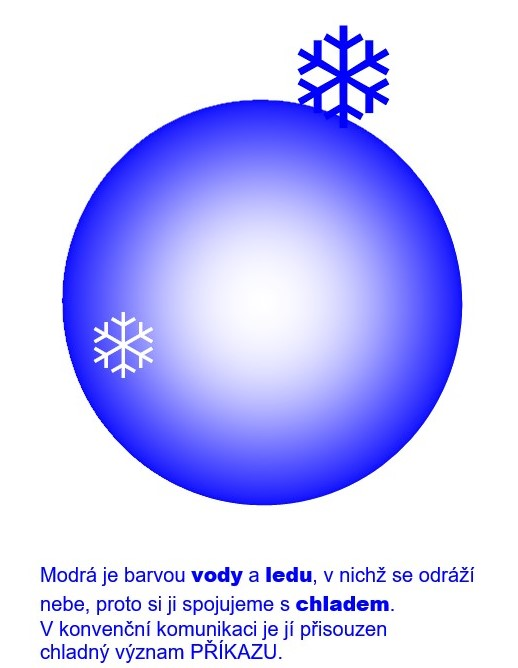
Působení modré barvy
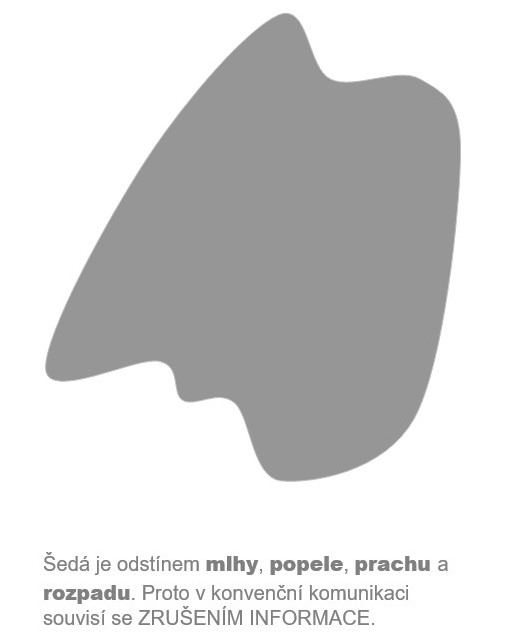
Působení šedé barvy

#### Příklady praktického užití signálních barev

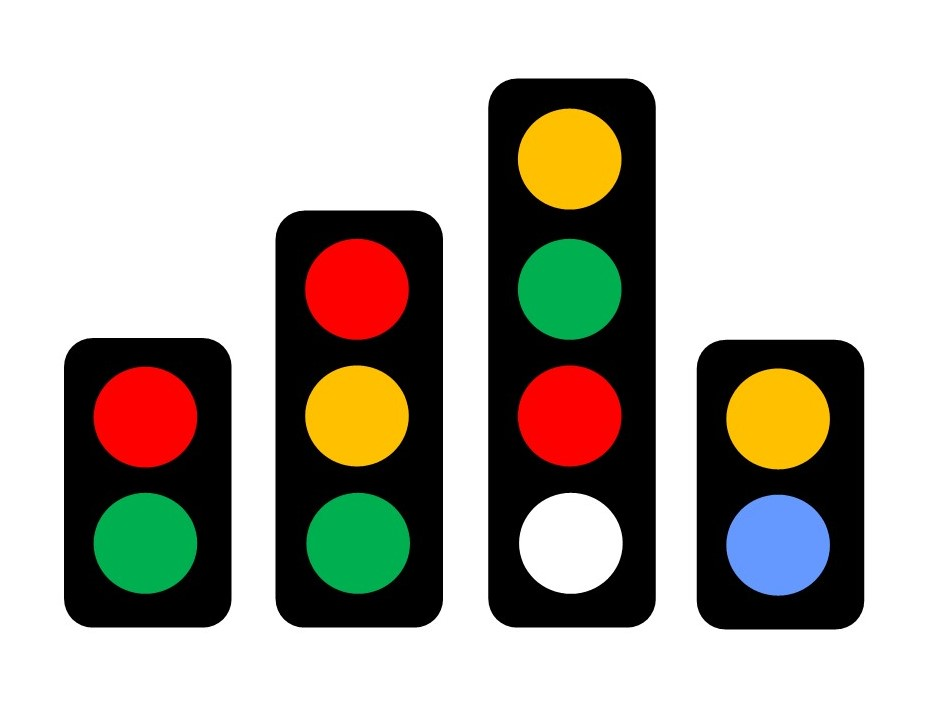
Železniční semafory (3. a 4. v pořadí) mohou díky profesionalitě vnímatelů pracovat se složitějšími systémy kódování než semafory silniční určené laikům.
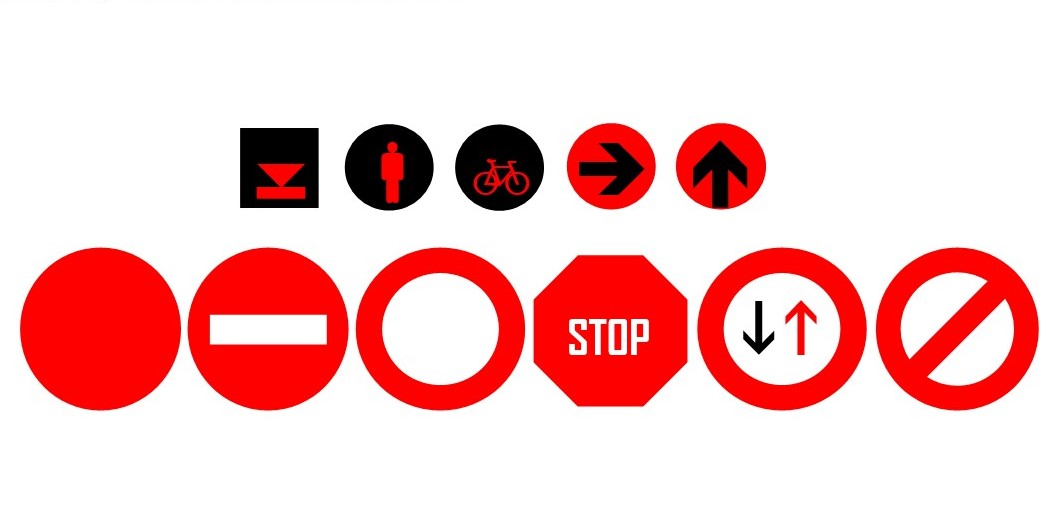
Ovladače, sdělovače a značky používající červený signální tón
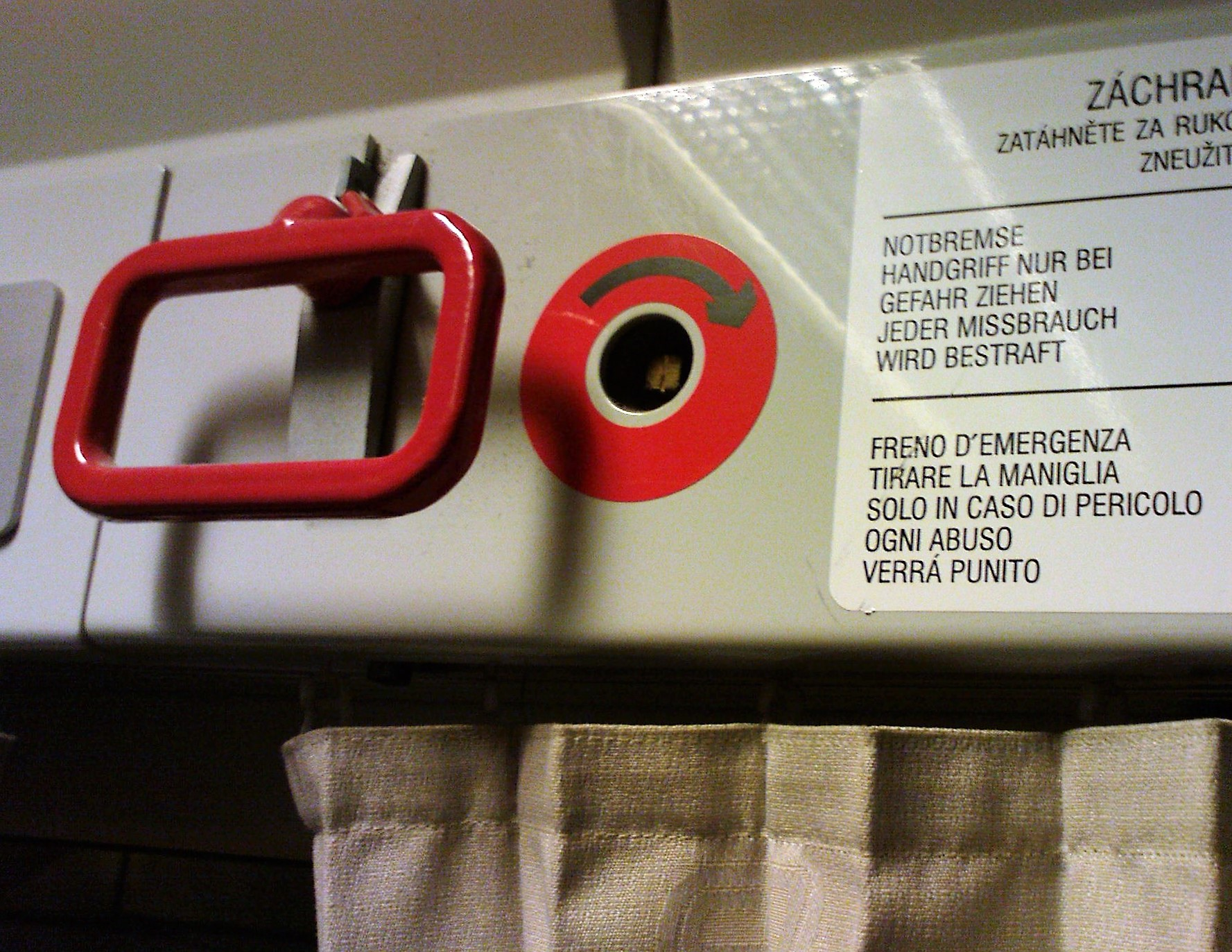
Užití signální červené pro záchrannou brzdu ve významu: nebezpečí, stop
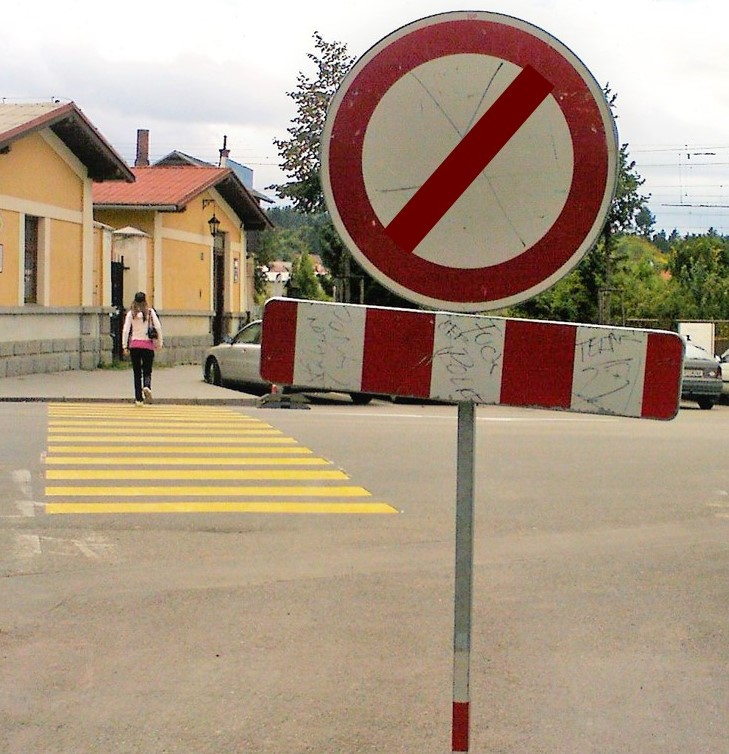
Užití výstražné žluté pro změny a dočasná řešení
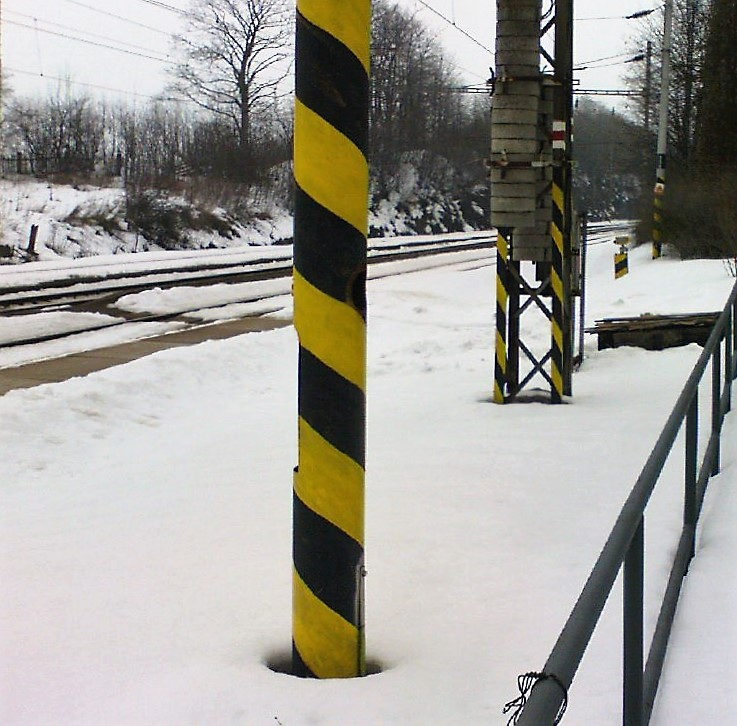
Užití výstražné žluté posiluje tonálním kontrastem černá
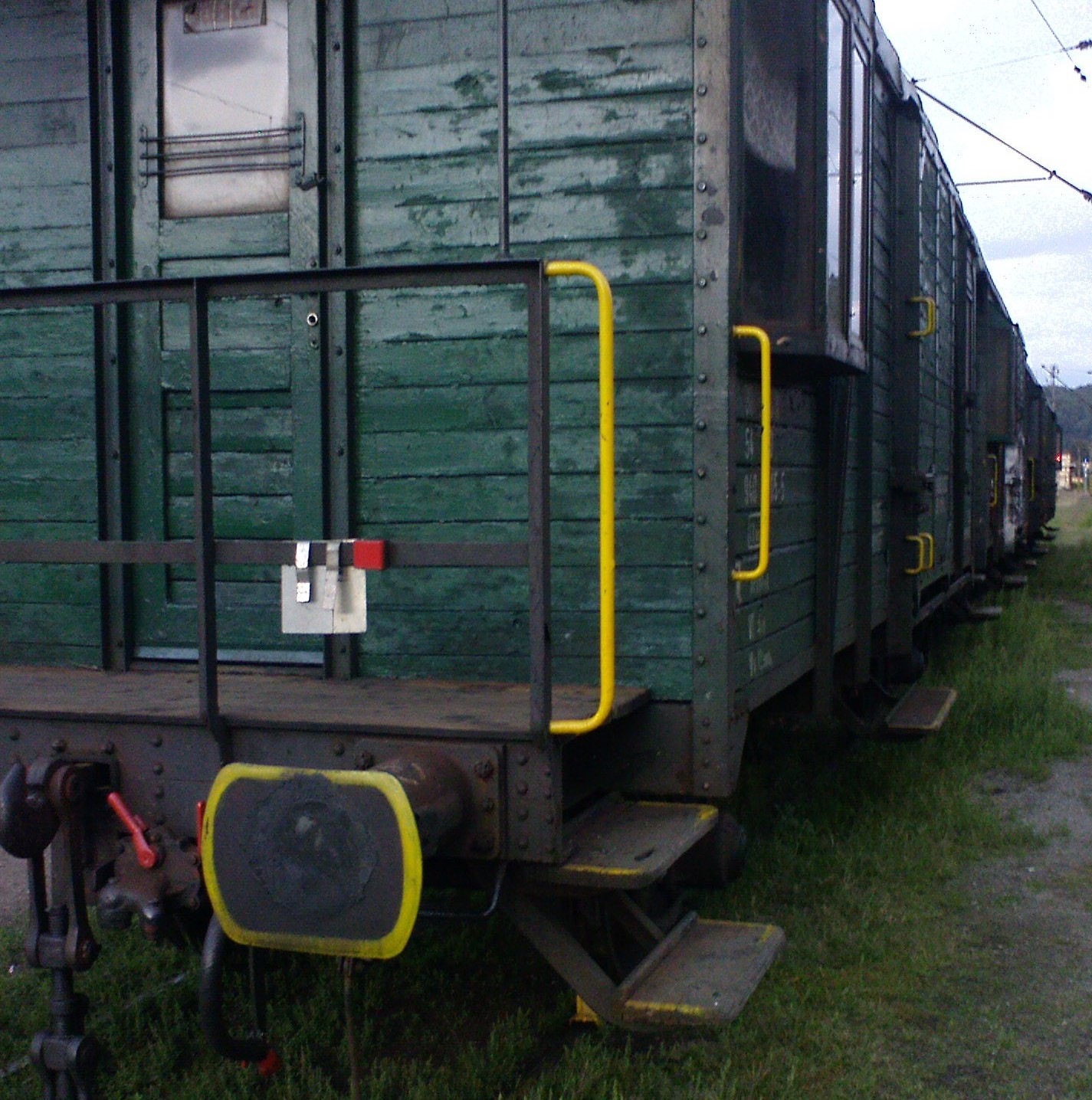
Výstražná žlutá zvýrazňuje madlo, signální červená značí důležité prvky
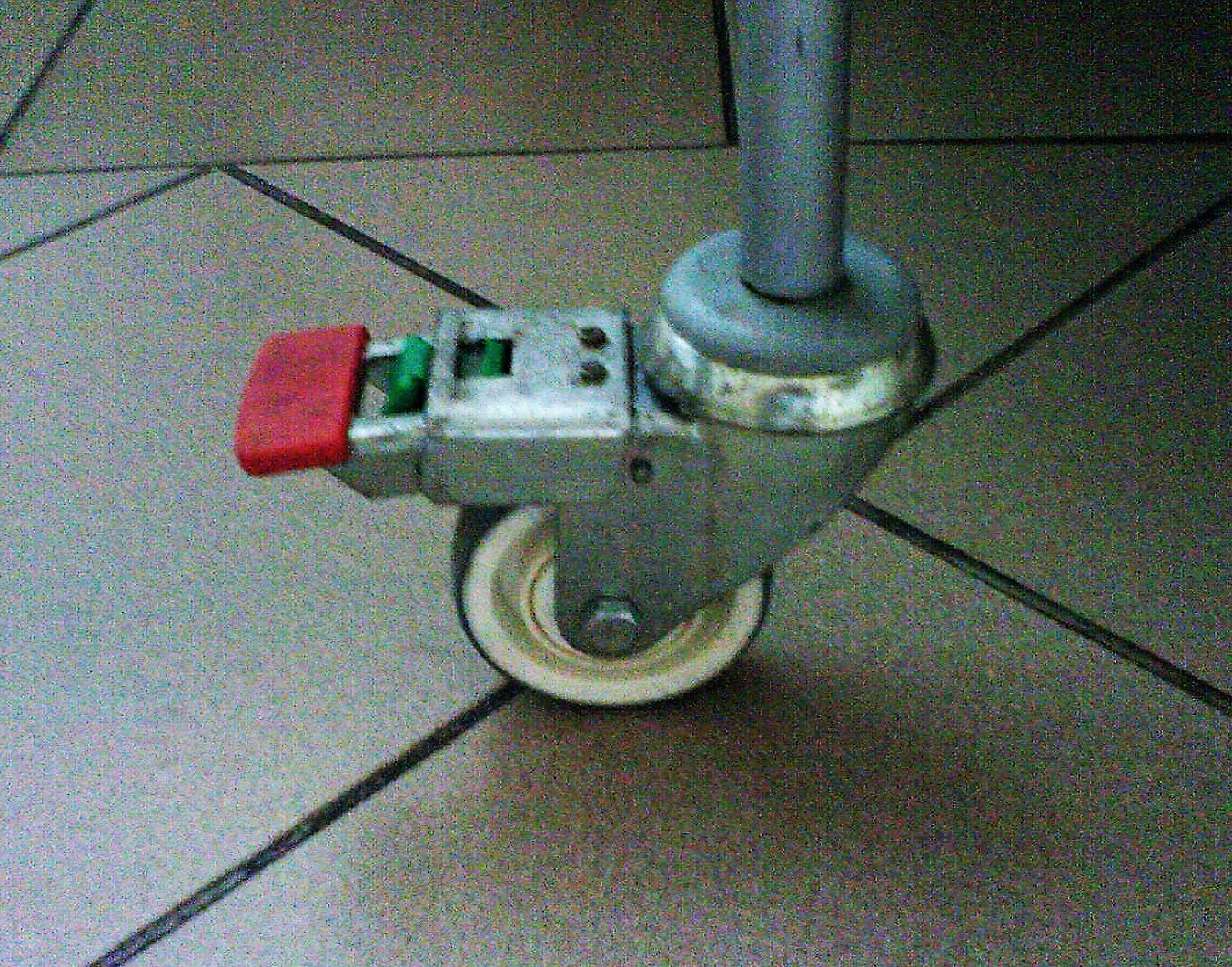
Červený a zelený ovladač zámku brzdy pojízdné postele
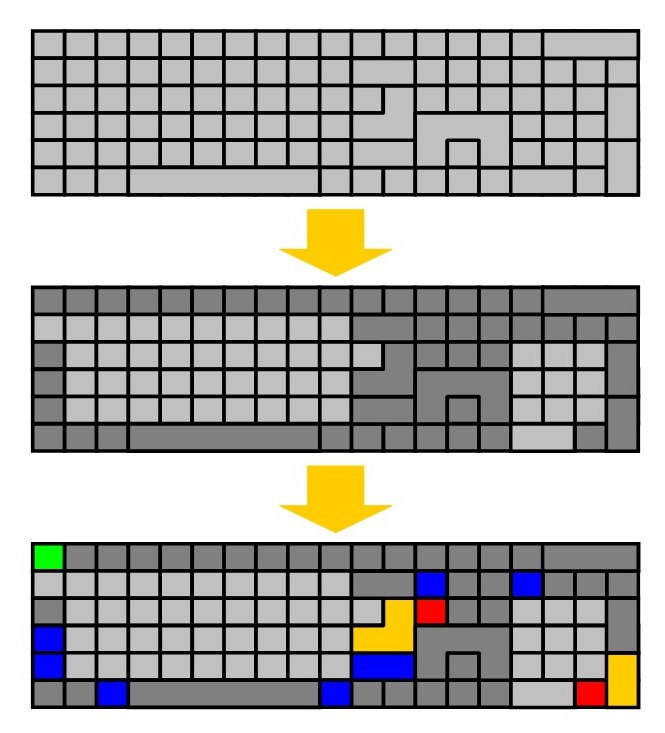
Užití signálních barev pro zvýraznění vybraných kláves funkcí a zpřehlednění skladby klávesnice vede ke rychlejšímu a spolehlivějšímu zaučení obsluhy.
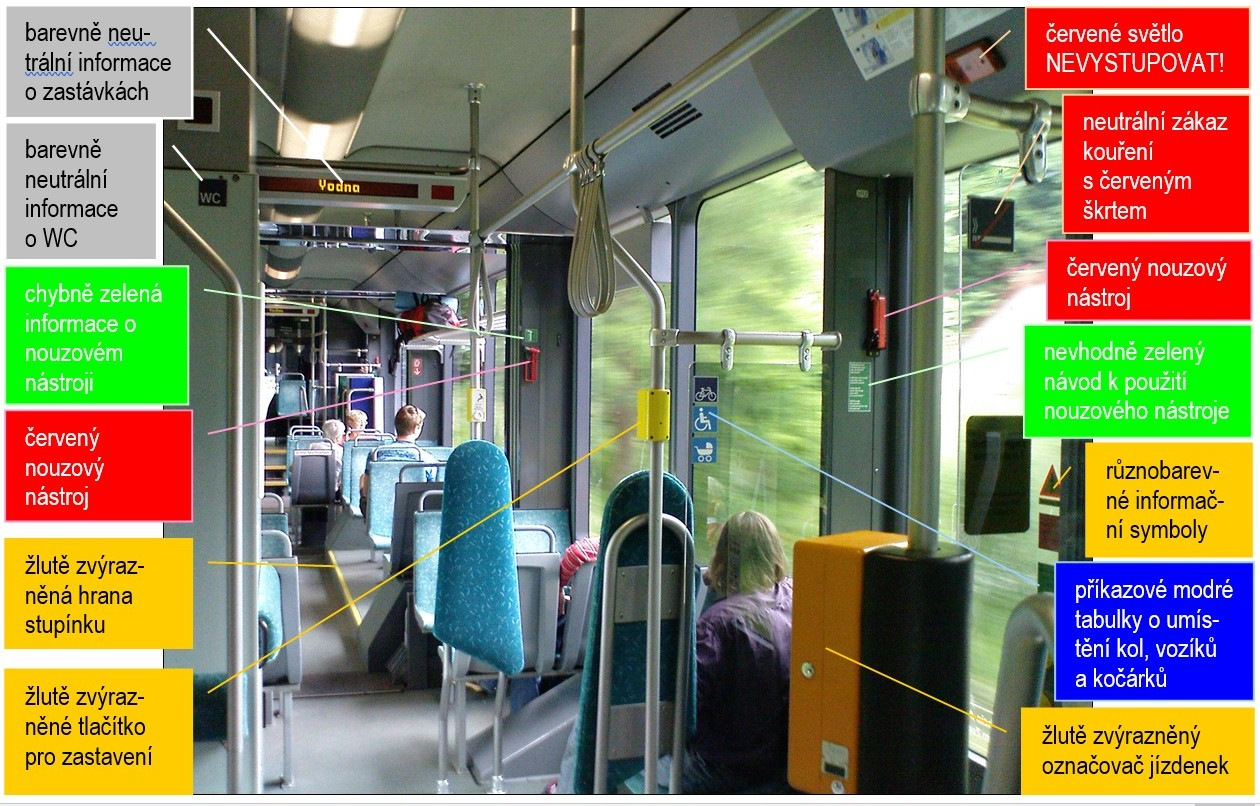
Signální barvy zvýrazňují funkce prvků interiéru hromadné dopravy.
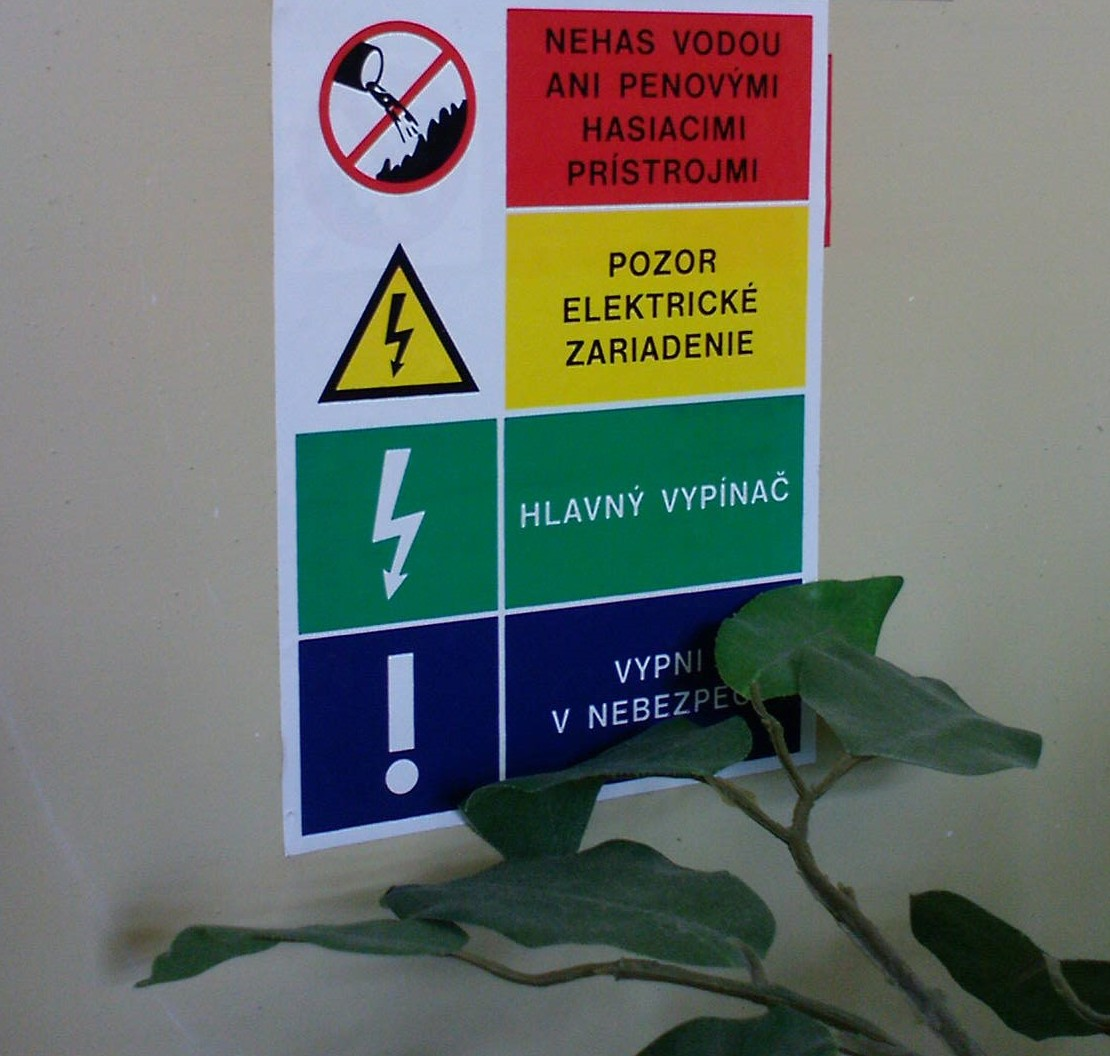
Signální barvy mutují význam symbolů užitých v tabulkách.

#### Funkčnost kontra estetika
Tak jako v mnoha jiných rovinách se dostává estetika do rozporu s funkčností při užití signálních barev na konkrétních produktech. Designérům, kteří nechápou svou práci především jako službu uživateli, omezují pravidla fungování signálních tónů tvůrčí svobodu. Jsou pak schopni zcela odstranit nejen barevnost klávesnic, ale například i nerozsvícených signálních světel zadní části aut. Za málo funkční kompromis lze považovat plošnou minimalizaci barevných signálů např. na vodovodních bateriích. Skutečně kvalifikovaný designér nevnímá v jednotlivých kvalitách návrhu rozpor, ale dokáže jednotlivé prvky harmonicky integrovat.

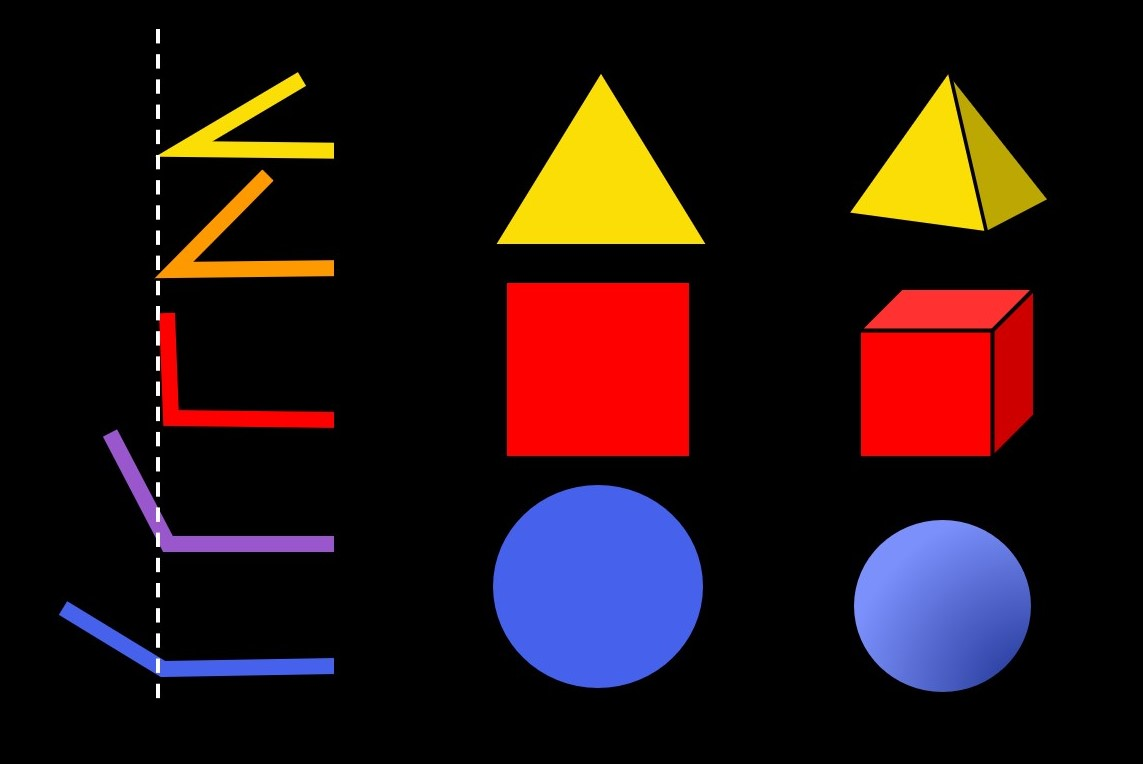
Výzkum na Bauhausu vedl k synergickému přiřazení barev ke tvarům daných úhlů.

### Efekt spojení barvy s tvarem

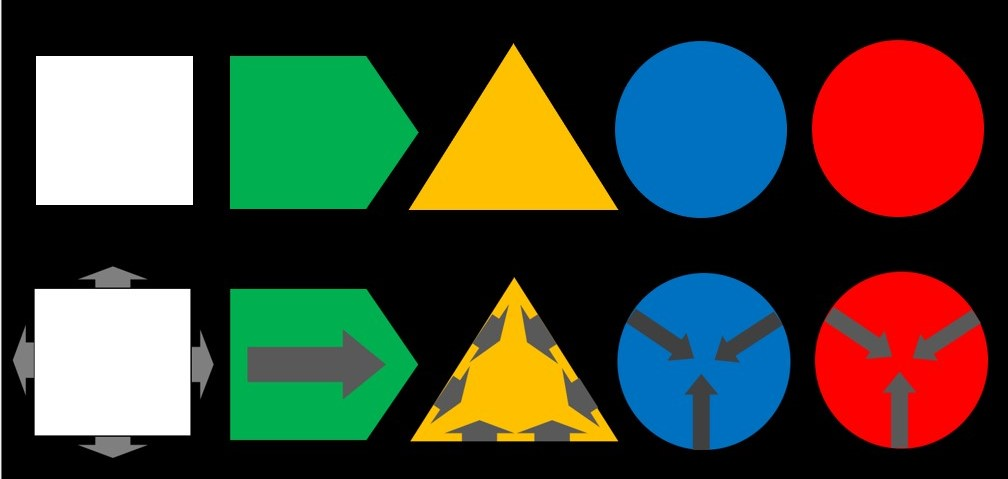
Barevně-tvarový kód

Efekt spojení barevných odstínů s různými tvary zkoumal při výuce na škole designu a architektury Bauhaus se svými studenty Johannes Itten. Dospěli k závěru, že působení aktivních barev nejlépe podporuje jejich spojení s tvary ostrých úhlů, pasívnímu charakteru barev pak nejlépe odpovídají tvary s tupými úhly nebo tvary kruhové. Na jejich umělecký výzkum navázali další, např. designér Henry Dreyfuss a pak vědci konstituující podobu barevně-tvarového kódu praktické globální vizuální komunikace. Ti ještě zkoumali vztah obvodových linií obrazců ke středu obrazce, kde je umístěn informační prvek. Barevně-tvarový kód se používá jako informačně-emoční podpora při spojení s obrazovou symbolikou, určuje barvu a tvary tabulek, do kterých se vkládají vizuální informační prvky – figury, znaky a symboly (dopravní značení, bezpečnostní značení, běžné informační značení). Může být využit i při tvarování sdělovačů a ovladačů techniky. Informačně může tvar nouzově suplovat z různých příčin nečitelnou barvu (nízká hladina osvětlení, mlha, vyblednutí barviva, barvoslepost ad.) tabulky, sdělovače nebo ovladače.„I dost hrubé napojení barvy na tvar značně zlepší rozlišovací schopnost vnímání.“ — Rudolf Arnheim, psycholog vizuální komunikace  

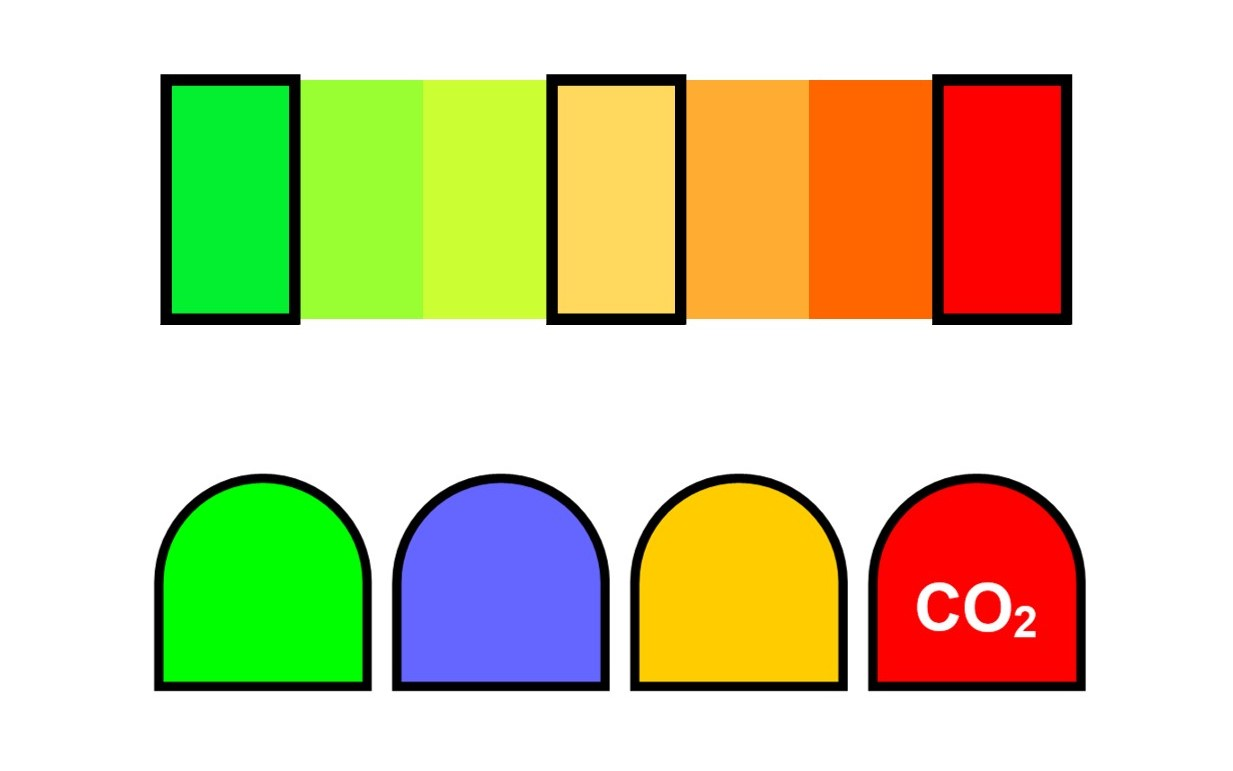
Plynulá stupnice pro energetickou účinnost a potraviny, stupnice pro kvality životního prostředí

### Plynulá stupnice ze signálních barev
Pokud seřadíme ve spektrální návaznosti signální barvy (bez modré) do soustavy, můžeme od nich očekávat podporu konvence o plynulém přechodu kvalit od negativní k pozitivní tak, že negativní kvalita je spojena s červenou barvou, která v obecném kódování znamená nebezpečí a pozitivní se zelenou, která znamená bezpečí. Přechodem mezi nimi je barva žlutá, symbolizující výstrahu (možnost nebezpečí). V obecném barevném kódu je někdy užita také přechodová dvojice žlutá – oranžová, kdy oranžová blížící se více červené, znamená vyšší riziko nebezpečí než žlutá. V praxi pak užívají speciálně zaměřené stupnice celou řadu přechodných tónů v rámci plynule navazujícího spektra.
Nejznámější příklad užití stupnic představují tabulky energetické náročnosti budov nebo přístrojů, kde jde o sedmimístnou škálu (mimořádně úsporná – úsporná – vyhovující – nevyhovující – nehospodárná – velmi nehospodárná – mimořádně nehospodárná). Dalším příkladem je značení obalů potravin z hlediska výživových kvalit nazvané Nutri-Score. Jde o vědecky podložené přehledné hodnocení, stručné shrnutí informací na obalu, které neduplikuje informaci o složení produktu. Barevnou stupnici užívají také značky pro kvality životního prostředí, ovšem jiným způsobem:
- Zelená (bezpečí) představuje čisté prostředí, resp. relativně čisté což vymezuje odborná konvence
- Modrá (zvýšená pozornost) představuje prostředí znečistěné, ale nepřesahující povolenou normu
- Žlutá (výstraha) představuje prostředí znečistěné nad povolenou normu
- Červená (nebezpečí) představuje prostředí znečistěné tak silně, že je důvod k zákazu vstupu

Při užití stupnic v praxi, musí být vždy jasně označeno, ke kterému systému se vztahují.

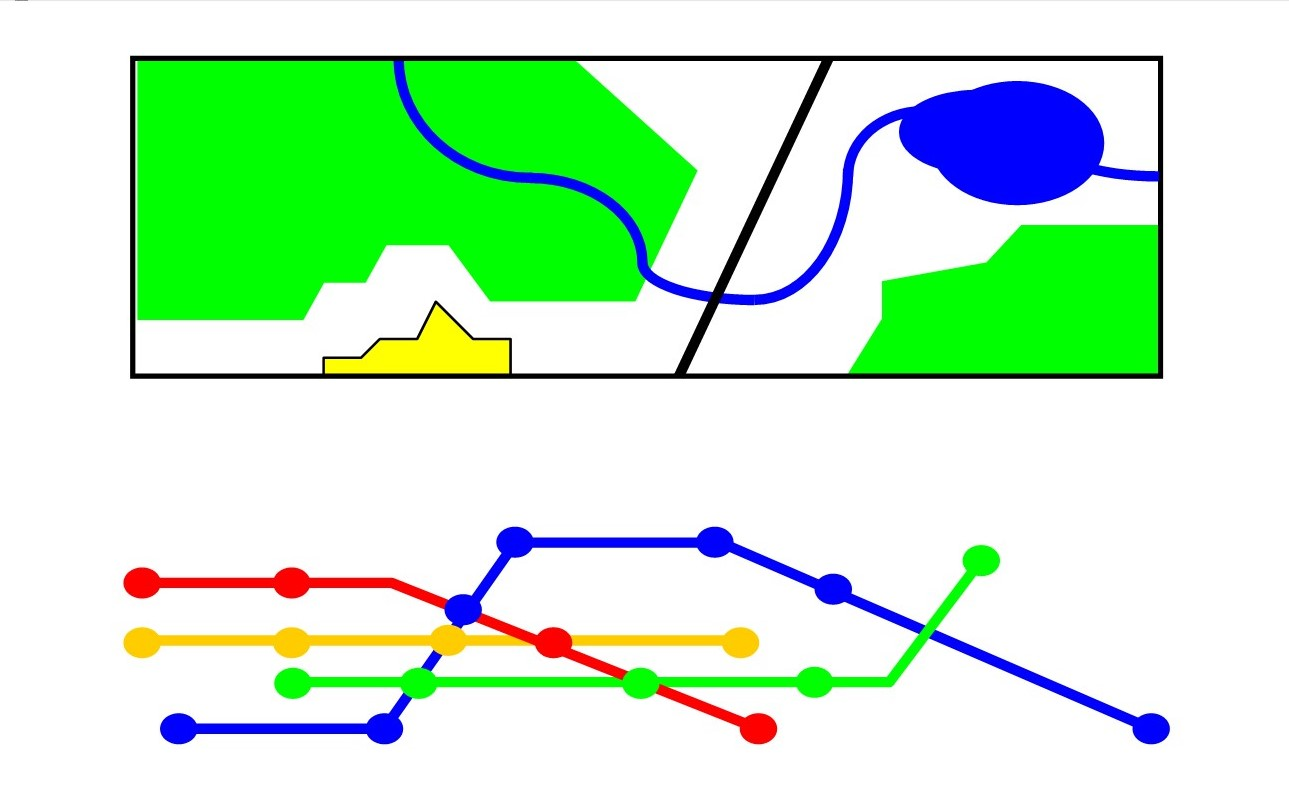
Analogické užití barev na mapě, symbolické v dopravním schématu

### Efekt analogického a symbolického působení barev
Při užití barev počítáme buď s jejich analogickým nebo symbolickým působením. Při analogickém barvy přímo připomínají známou vizuální realitu, při symbolickém funguje společenská konvence, která jim přisuzuje speciální význam. V obou případech se účin barev nezbavuje svého primárního emocionálního efektu (teplá, studená, lehká, těžká, aktivizující, uklidňující). Analogické užití má širokou sociální funkčnost. Je typické zejména pro zeměpisné mapy. Funkčnost symbolického je vymezena znalostí dané konvence, nebo nezbytnými textovými vysvětlivkami. Jeho užití má široké spektrum. Při současném užití analogickém i symbolickém v jednom sdělení většinou dochází ke snížení komunikativnosti.

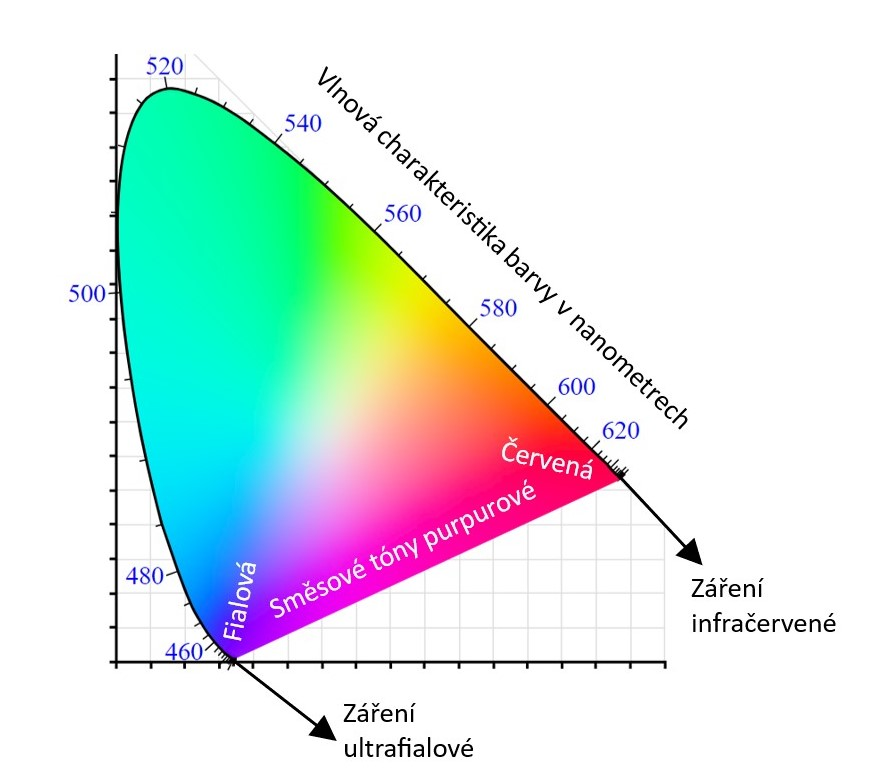
Purpurové barvy v diagramu CIE

### Okrajové barvy spektra
Okrajové části spektra od červené směrem k infračervené a od fialové k ultrafialové jsou charakteristické silným úbytkem jasu, protože citlivost sítnice zde končí. Končí viditelný svět, za kterým pokračuje neviditelná realita, která se postupně logicky ztrácí ve tmě. Není divu, že k tónům tmavě fialové a tmavého purpuru si člověk vypěstoval specifickou vnímavost, z níž vyvodil, že těmito tóny symbolizuje (tajemné) duchovní kvality, tedy to, co jej alespoň smyslově přesahuje. Svébytný pocit mohou vyvolat i barevné odstíny smíšené z tmavě fialové a purpurové, tedy umělé odstíny, které jak dokládá kolorimetrický diagram CIE ve světelném spektru neexistují. Pro uvedené odstíny je tou nejcizorodější vlastností vyšší jas, pokud jej uměle vyvoláme rychle se dostaneme k povrchnímu kýči cukrárenské světle fialové.

### Vyváženost barevné kombinace
Psychický efekt barevných kombinací je komplikovanou problematikou, v níž bývá uspokojivě řešena většinou jen otázka vyváženosti jednotlivých složek. Jde např. o vyvažování velikosti barevných ploch různých jasů, nebo různé sytosti či barevné teploty. Výraznou roli přitom hraje vizuální skladebný princip kontrastu. Některé z kombinací také stavějí na schopnosti jednotlivých složek vytvořit svým součtem neutrální bílou nebo šedou. V problematice hraje roli jak objektivní měření všech tří barevných kvalit (jas, spektrální charakter, sytost), tak subjektivní posuzování harmoničnosti vjemu. Hledání vyváženosti je užitečné při navrhování grafické úpravy, designu, odívání a interiérů, exteriérů architektury nebo komplexů staveb včleněných do prostředí.

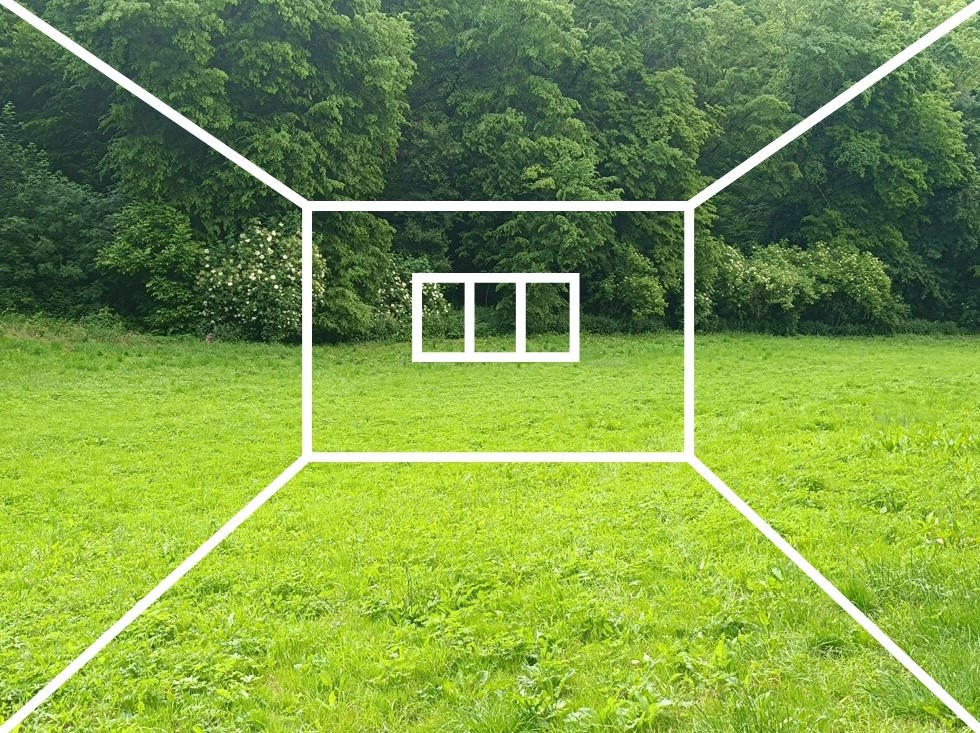
Při aplikaci barvy v interiéru je nutné počítat u téhož odstínu s odlišným působením homogenních nátěrů stěn a strukturovaných ploch v přírodě.

### Převažující barva prostoru
Z efektu barev, které v daném prostoru (exteriéru, interiéru) převažují je vyvozeno jejich primární působení na lidský organismus, uvedené v případové studii signálních tónů. Podle poznatků o působení prostředí přírodního je pak možné navrhovat barevnost prostředí umělého. Je tím možné například částečně korigovat některé nevhodné vlastnosti interiérů, nebo vytvářet potřebné vazby k činnosti, uživatelům a mobiliáři:
- Barevná kompenzace či konsonance mikroklimatu (interiéry s okny na jih lze zchladit chladnými barvami, severní ohřát teplými)
- Barevná kompenzace či konsonance prostorového dojmu (chladné a světlé barvy dojem prostoru zvětšují, teplé a tmavé zmenšují)
- Vztah barev k tektonice prostoru
- Vztah barev k přirozenému a umělému osvětlení prostoru
- Vztah barev k druhu, věku a množství uživatelů prostoru
- Vztah barev prostoru k barevnosti oděvů uživatelů
- Vztah barev prostoru k mobiliáři
- Vztah barev k typu aktivity, pro níž je prostor určen
- Vztah barev k problematice bezpečnosti uživatelů

### Vliv polohy barevné plochy
Efekt téže barvy umístěné ve vztahu k pozorovateli v různých polohách není stejný. Odpovídá to návyku lidského vnímání na opakující se prostorové situace přirozené reality. Např. modrá plocha působící shora není vnímána tak studeně, jako modrá plocha působící ze stran nebo zdola. Tmavé tóny vzhledem ke vnímání jejich váhy působí zdola přirozeně, harmonicky, shora těžce, nepříjemně.

### Spojený efekt barvy, materiálu a předmětu
Pokud je třeba působení barev zvažovat vždy v daných souvislostech, tak k základním patří spojení barvy s materiálem, případně celkovým tvarem výrobku, případně přírodního útvaru. Jde o širokou problematiku, z níž je možné zvýraznit některé typy jevů.
Například barevné řešení povrchu některých plastů nahrazujících přírodní materiály. Při nedokonalém vztahu barvy a povrchu, které přímo prozrazují náhražku, dochází k pocitu opovržení z laciného řešení. Při vizuálně dokonalém provedení může dojít k negativnímu efektu prozrazení při hmatovém kontaktu, třeba ještě doplněném zjištěním netypické váhy předmětu.
Kuchyňská technika byla dlouhodobě vyráběna v bílé barvě, která posilovala pocit čistoty a zdravotní nezávadnosti zpracování potravin. Přenosné motorové nářadí stejně jako velké stavební stroje představující riziko úrazu jsou výhodně navrhovány v oranžové, výstražně působící barvě. Hasičská technika i pomůcky jsou kvůli významu a fungování požární prevence vyráběny v červeném „ohňovém odstínu“ konvenčně přináležícím požárníkům. Vojenskou techniku zasluhující opatrnost a respekt identifikujeme podle nevýrazné šedozelené, často ještě promyšleně strukturované pro účely ukrytí v terénu.
Barevnost spojená se strukturou přírodních povrchů může nabízet např. u ovoce a zeleniny řadu emočně propojených informací o výživných kvalitách a chuti.
Velmi jemné rozdíly barevnosti spojené s povrchem lidské pokožky zejména na tváři vypovídají také s patřičným emočním nábojem o emočním či zdravotním stavu pozorovaného člověka.

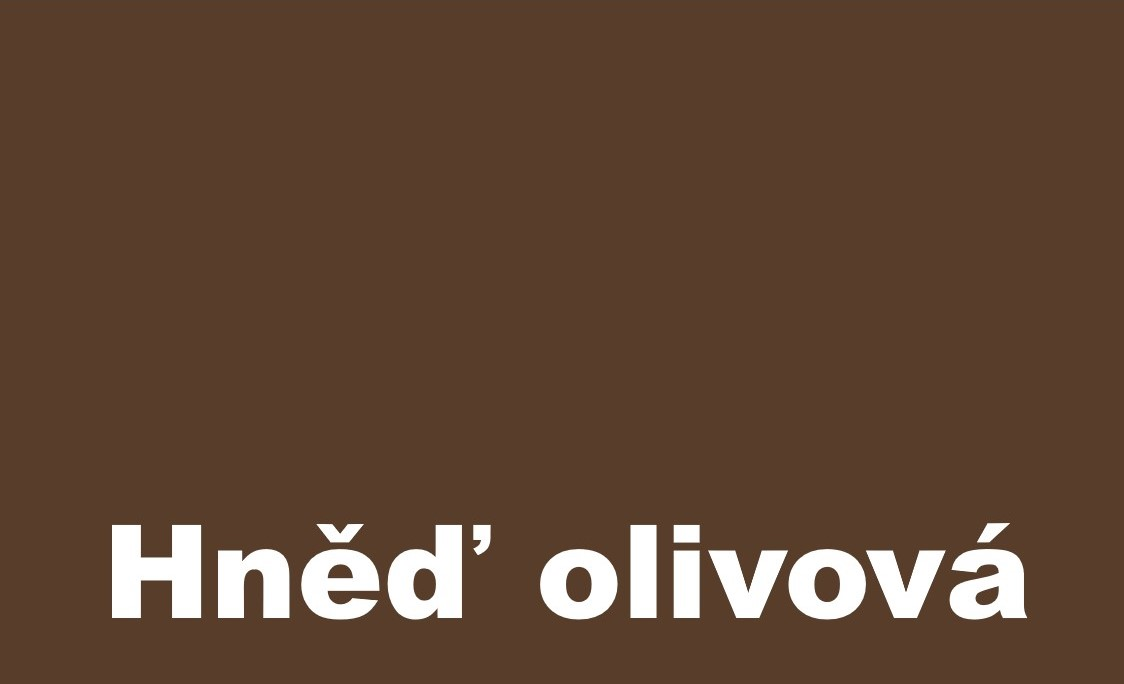
Hněď olivová je posunuta k typické barvě oliv.

### Barva a její název
Uložení vizuální a slovní informace je v paměti propojeno, proto už jen vyslovení názvů základních barev vyvolává emoce i významové asociace podobně, jako vnímání barev samotných. Ze stejného důvodu dochází při současném vnímání barvy a jejího slovního pojmenování k vzájemnému posílení výsledného efektu. Zejména, když jde pojmenování schopné navázat asociace na emocionálně aktivní realitu, např.
Azurová – Citronová – Šafránová – Starorůžová – Mořská zeleň – Pomněnková – Námořnická modř – Písková - Siena pálená – Čokoládová – Kávová – Polární bílá – Červeň korálová – Tělová – Okr zlatý – Chromoxid ohnivý – Olivová hněď – Modř královská tmavá ad.

### Léčebný efekt barev
Užití barev k podpoře léčení se opírá o jejich obecnou schopnost uklidňovat nebo aktivizovat, případně celkově harmonizovat, podněcovat příznivé asociace a o individuálně podmíněná působení související i s odlišnými barevnými preferencemi různých jedinců. Léčebný efekt může být méně nebo více omezen různou mírou zastření vizuální vnímavosti jedince způsobeného únavou, bolestí nebo dalšími faktory omezujícími soustředění. K doporučením na užití barev k léčení konkrétních nemocí je třeba přistupovat obezřetně, protože nejsou doložena kontrolním testováním.

### Marketing
Podle průzkumů rozhodují o volbě nákupu potravin především senzorické vlastnosti. V prodejně nemůžeme až na výjimky ochutnávkových akcí využívat chuťovou kontrolu, čichová kontrola není mnohdy reálná nebo smysluplná, hmatovou můžeme uplatnit jen omezeně (zelenina, pečivo či ovoce v rukavicích…), rozhodující roli proto může hrát vizuální kontrola, kde je velký prostor marketinku pro vytváření klamavých informací s podporou emocí. Barva hraje roli na obalech zakrývajících reálný vzhled potravin a nahrazující jej různými způsoby intenzifikovaným zobrazením. To zde, často s atributy kýče, hraje roli spouštěče podmíněných reflexů. V případě, že vzhled není nebo nemůže být zakrýván a nahrazován, je možné jeho přitažlivost posílit vhodný osvětlením, včetně barevného (viz ilustrace).

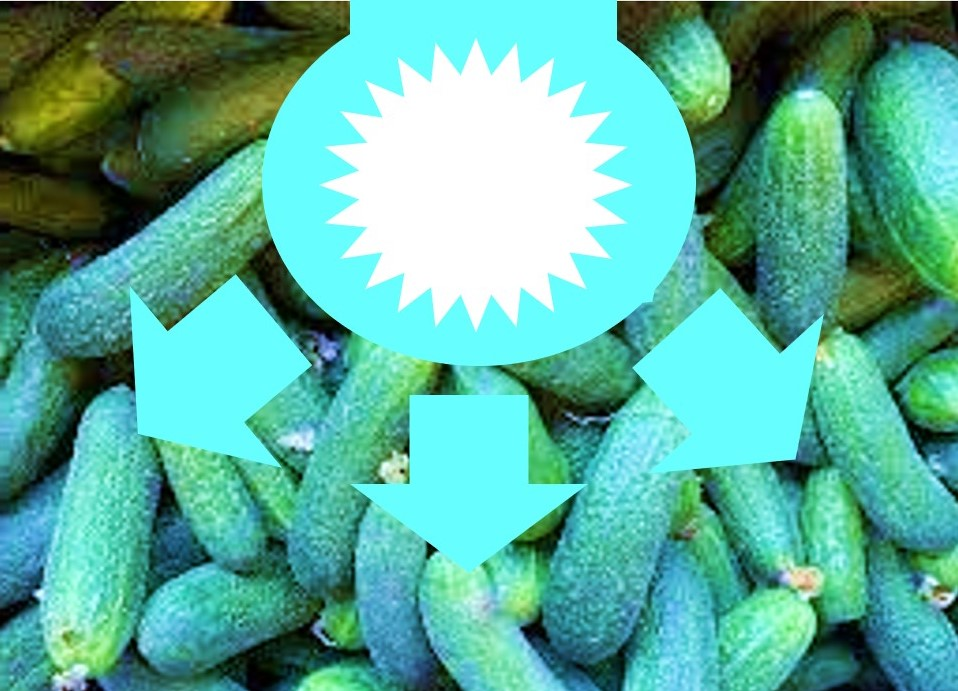
Podpora barevnosti studeným osvětlením
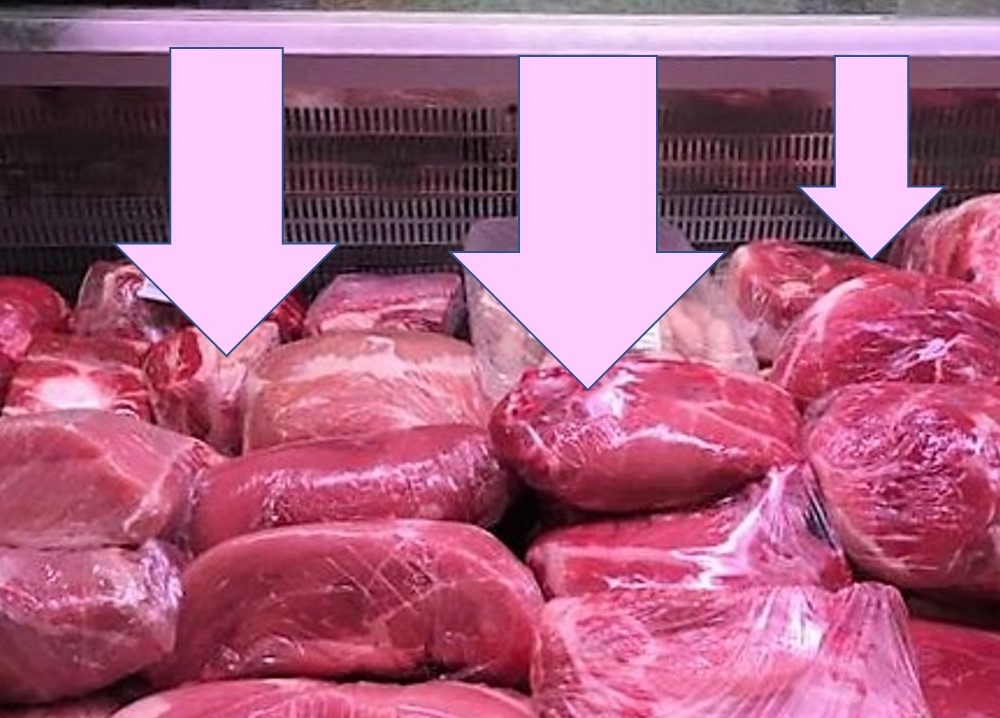
Podpora barevnosti teplým osvětlením
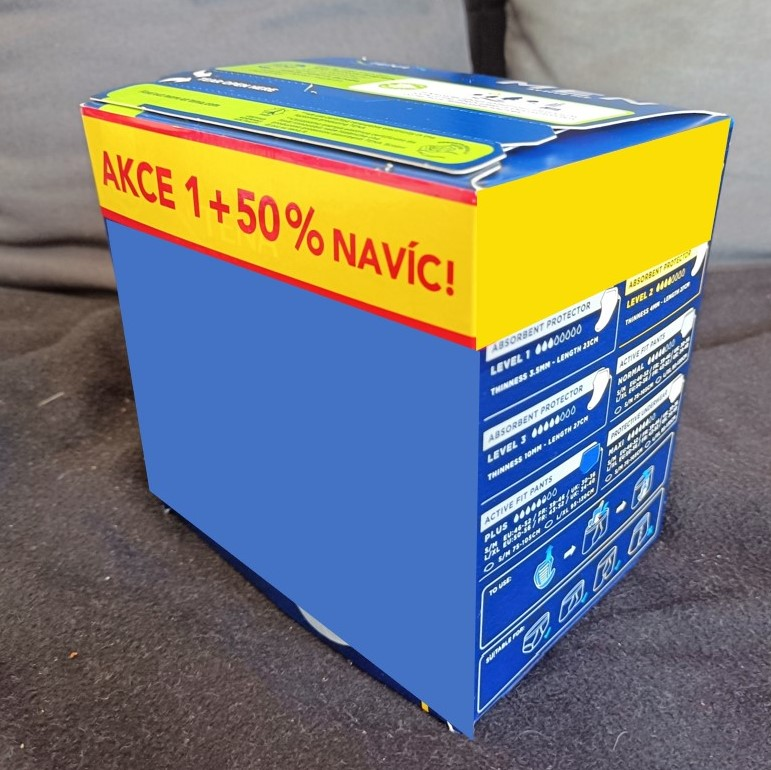
Žluté sjednocení značení slev
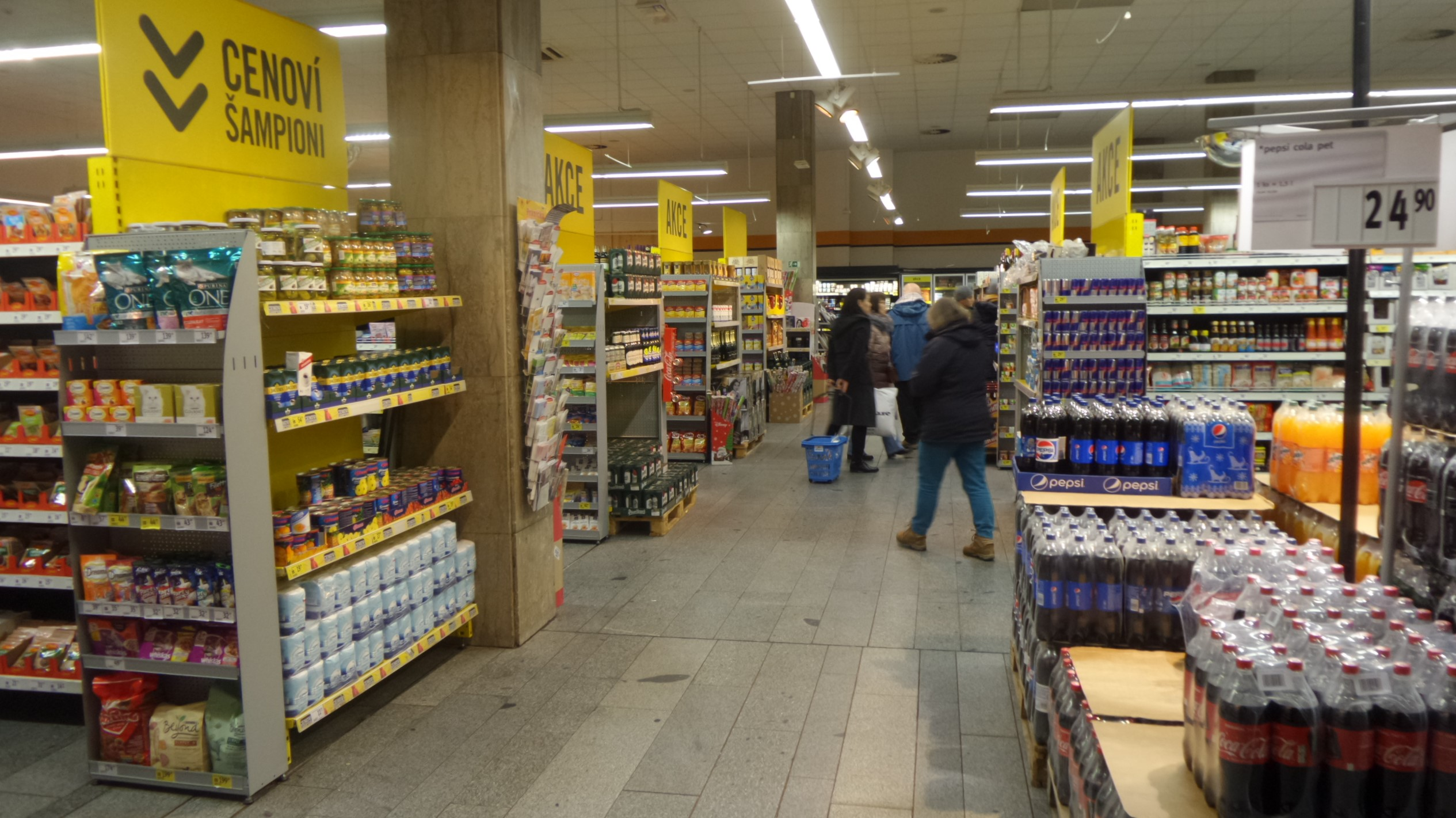
Barevná změť obalů je v důsledku nepřehledná.

## Citáty o psychologie barev
Přímý zážitek barvy představuje emoci. Tu charakterizuje pasívní příjem stimulace světelnou realitou. Emoce není výsledkem organizační aktivity myšlení. Tu užívá tvarová identifikace: pozorujeme věcný objekt, určíme jeho strukturní schéma, vztáhneme části k celku.
Bořek Sousedík
Spletitou interakcí mezi strukturou vyhodnocovacího senzuálního systému a faktorů paměti jsou barevné vjemy nadány specifickými pocitovými kvalitami. Zdá se nám, že jsme schopni vidět to, co oko samo nemůže zaznamenat: barvy teplé a studené, tiché a hlasité, ostré a tupé, lehké a těžké, smutné a veselé, statické a dynamické, divoké a krotké. Na druhé straně máme zvukové a hmatové, chuťové a čichové pocity, které mají zabarvení, jas, nasycení a prostorové kvality výšky, šířky, délky, váhy, směru a pohybu. Existuje prostě společná strukturní báze všech senzuálních počitků. Máme schopnost vnímat strukturní kvality společné světlu, zvuku, hmatu, chuti i čichu. Gyorgy Kepes
(New Bauhaus, Chicago)